# Primaire citoyenne de 2017
Ne doit pas être confondu avec Primaire citoyenne de 2011 ou Primaire populaire.
La primaire citoyenne de 2017 est une élection primaire organisée les 22 et 29 janvier 2017 afin de désigner le candidat du Parti socialiste (PS) et de ses alliés pour l'élection présidentielle française de 2017.
L'organisation de cette primaire « ouverte aux acteurs de la Belle Alliance populaire » est décidée le 18 juin 2016 par le conseil national du PS. Le 2 juillet 2016, les délégués de la Belle Alliance populaire, soit le PS et l'Union des démocrates et des écologistes (UDE), une coalition rassemblant le Parti écologiste (PE) et le Front démocrate (FD), votent à l'unanimité en faveur de l'organisation de cette primaire. Le Parti radical de gauche (PRG) décide a posteriori d'y participer. Sept candidats, Benoît Hamon, Manuel Valls, Arnaud Montebourg, Vincent Peillon, François de Rugy, Sylvia Pinel et Jean-Luc Bennahmias se présentent et arrivent dans cet ordre au premier tour du scrutin.
Le 29 janvier 2017, à l’issue du second tour de la primaire auquel participent plus de 2 millions d'électeurs, Benoît Hamon l'emporte face à Manuel Valls et devient le candidat officiel du Parti socialiste et de ses alliés pour l'élection présidentielle française de 2017.
Alors que tous les candidats s'étaient engagés à soutenir le vainqueur de la primaire, quel qu'il soit, deux d'entre-eux, François de Rugy et Manuel Valls, annoncent après la victoire de Benoît Hamon soutenir Emmanuel Macron.
Le vainqueur de cette primaire est ensuite rallié par Yannick Jadot, vainqueur de la primaire de l'écologie organisée par Europe Écologie Les Verts. Le 23 avril 2017, Benoît Hamon arrive en cinquième position au premier tour de l'élection présidentielle avec 6,36 % des voix, un score historiquement bas pour le PS et ses alliés.

## Historique

### Statuts du Parti socialiste adoptés au congrès d'Épinay
La désignation du candidat à l'élection présidentielle par les militants est prévue dès 1971 dans les statuts du Parti socialiste adoptée au congrès d'Épinay mais le PS n'organise de tels votes internes qu'avant les élections présidentielles de 1995 et 2007. Dans la perspective de l'élection présidentielle de 2012, le parti adopte en juin 2010 le principe d'une primaire ouverte à tous les citoyens et non plus aux seuls adhérents du PS. Celle-ci a lieu en octobre 2011 et voit la désignation de François Hollande, qui remporte ensuite l'élection présidentielle.

### Statuts du Parti socialiste adoptés au congrès de 2012
Au congrès de Toulouse, en octobre 2012, le PS modifie les statuts du parti afin d'y inscrire le principe de primaires ouvertes, pour toutes les futures élections présidentielles : « Le candidat à la présidence de la République est désigné au travers de Primaires citoyennes ouvertes à l’ensemble des citoyens adhérant aux valeurs de la République et de la gauche et coorganisées par les formations politiques de gauche qui souhaitent y participer », faisant entrer dans les textes la pratique instituée à partir d'octobre 2011.
En juin 2015, le politologue Thomas Guénolé juge que le Parti socialiste, notamment du fait de l'article 5.3.1 de ses statuts, devra organiser une primaire pour désigner son candidat à l'élection présidentielle de 2017 : son analyse est qu'une telle primaire ouverte, commune au PS, à Europe Écologie Les Verts et au Parti radical de gauche, est de toute façon indispensable pour qu'un candidat de gauche soit au second tour en 2017.

### Débats de 2016 sur l'opportunité d'organiser une telle primaire
Dans l'année qui précède l'élection présidentielle de 2017, des débats ont lieu sur l'opportunité d'organiser une telle primaire et son périmètre, dans un contexte de forte impopularité du président François Hollande.
Le 10 janvier 2016, dans le journal Libération, un appel est lancé pour l'organisation d'une primaire à gauche par le collectif « Notre primaire », composé d’intellectuels et d’écologistes, en vue de la désignation d'un candidat à l'élection présidentielle de 2017. Un site internet est créé pour promouvoir l'idée et une pétition en ligne réunit début février 2016 plus de 80 000 signatures,,.
Mais lors du conseil national du Parti socialiste du 6 février 2016, aucune mention relative à l'organisation d'une primaire n'est adoptée. 
Jean-Christophe Cambadélis, premier secrétaire du Parti socialiste déclare : « Nous sommes tombés d'accord sur le fait qu'une primaire de toute la gauche, désignant un candidat unique, une primaire sans préalable, serait le meilleur moyen de concourir dans les élections à venir […]. Nous aurons un conseil national dans soixante jours [le 9 avril 2016] et j'espère que d'ici là, j'aurai des réponses précises, ».
En réaction à la pétition, une association politique « Primaire de la gauche » est créée pour réunir des fonds et des volontaires en vue de l'organisation d'une primaire à gauche,,.
Le 18 février 2016 est initié à l'Assemblée nationale un cycle de rencontres informelles et hebdomadaires entre différents partis de gauche (PS, PCF, EELV, Nouvelle Donne et Ensemble !), visant à discuter des modalités d'une éventuelle primaire.

### Fixation d'un calendrier pour 2016
Le 11 mars 2016, Jean-Christophe Cambadélis déclare, sur I-Télé : « Le problème n’est pas de savoir si François Hollande est candidat ou pas [..]. Maintenant la question que je vais poser à chaque dirigeant du Parti socialiste, c’est « êtes-vous favorable à la candidature de François Hollande ? ».
Le 9 avril 2016, le conseil national du PS approuve le principe d'une primaire en reportant à juin 2016 « la décision de laisser concourir un seul ou plusieurs candidats issus de ses rangs ». Les modalités de candidature serait déterminées à cette occasion, tandis que le calendrier retenu serait celui des 4 et 11 décembre 2016. La décision déroge pour une part aux statuts du parti, qui fixaient à un an avant le premier tour de l'élection présidentielle la date à laquelle devait être déterminée au plus tard les modalités d'organisation de la primaire (le premier tour devant avoir lieu le 23 avril 2016).
Le 15 avril 2016, les initiateurs de l'appel à la primaire adressent un message à tous les partis politiques de gauche, intitulé « fini de tergiverser ». Le 10 mai, par le biais de leurs avocats Jean-Baptiste Soufron, William Bourdon et Emmanuel Pierrat, trois militants socialistes saisissent la justice pour le non-respect des statuts par la direction du Parti socialiste,, pour une audience prévue le 6 juin. Le 15 juin 2016, la 1re chambre civile du tribunal de grande instance de Paris rend sa décision indiquant « La rédaction des articles des statuts du parti à cet égard apparaît contradictoire, ou à tout le moins ambiguë. Au regard de ces équivoques, aucune obligation de résultat ne saurait dès lors être attachée à ces dispositions statutaires ». Elle déboute ainsi les plaignants.
Finalement, le 18 juin 2016, le conseil national du Parti socialiste adopte à l'unanimité une résolution pour désigner son candidat par la voie d'une primaire « ouverte aux acteurs de la Belle Alliance populaire »,.

## Modalités d'organisation

Logo de la primaire citoyenne.

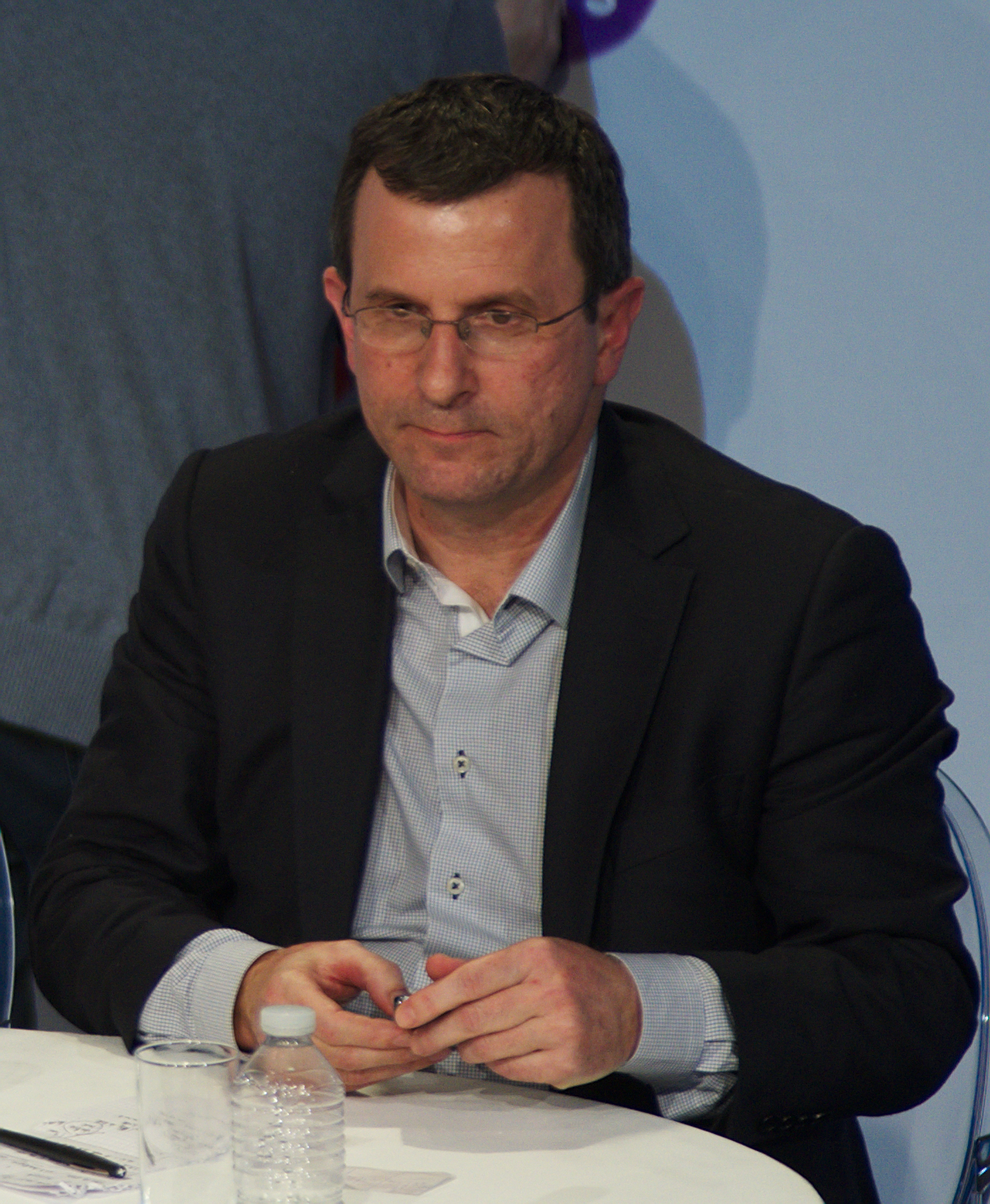
Christophe Borgel est chargé de l'organisation de la primaire citoyenne de 2017.

Pour être électeur, il faut être de nationalité française et inscrit sur les listes électorales avant le 31 décembre 2016. Chaque électeur devra justifier son identité le jour du vote à l’aide d’une carte d’identité, passeport ou tout autre pièce dont la liste figure au code électoral. Chaque électeur souhaitant voter aux primaires devra accepter :
- l’engagement de reconnaissance dans les valeurs de la gauche et des écologistes et
- contribuer aux frais d’organisation des primaires soit un euro par tour[27].

### Partis organisateurs
La résolution du 18 juin 2016 du conseil national du PS indique : « Les modalités de vote, de débat seront fixées par la commission de suivi des primaires, soumises à nos partenaires et ratifiées pour ce qui concerne le Parti socialiste par un Conseil national du dimanche 2 octobre 2016 ». Le 2 juillet 2016, les délégués de la Belle Alliance populaire approuvent à l'unanimité l'organisation de la primaire.
Chaque parti membre de la Belle Alliance populaire définit des conditions de présentation de candidature qui lui sont propres. Pour les candidats issus du Parti socialiste, être candidat à la primaire suppose de réunir les parrainages nécessaires (soit 5 % des membres titulaires du Conseil national ; soit 5 % des parlementaires socialistes ; soit 5 % des conseillers régionaux et départementaux socialistes représentant au moins 4 régions et 10 départements ; soit 5 % des maires socialistes de plus de 10 000 habitants représentant au moins 4 régions et 10 départements). Tous les candidats doivent signer et respecter la charte d’éthique et la déclaration d’engagement de la primaire citoyenne.
Le Parti radical de gauche (PRG), qui avait participé à la primaire citoyenne de 2011, annonce d'abord ne pas participer à cette primaire : le 29 juin 2016, son bureau politique acte sa « suspension » de la Belle Alliance populaire, dénonçant un « simple mouvement satellite du Parti socialiste ». Alors que certains de ses élus comme Alain Tourret ou Jacques Mézard se prononcent en faveur d'un soutien du parti à Emmanuel Macron, la convention nationale du parti se prononce le 26 novembre 2016 pour la candidature de sa présidente Sylvia Pinel, sans passer par la primaire. Mais le mardi 6 décembre, Sylvia Pinel annonce lors d'un bureau national du PRG son intention de rejoindre la primaire, et les instances nationales du PRG valident cette décision le 14 décembre. Son parti allié Génération écologie est donc également associé.
Le Mouvement républicain et citoyen, Nouvelle Donne et le Mouvement des progressistes ont également fait part de leur intention de présenter des candidats mais Jean-Christophe Cambadélis a néanmoins exclu le 8 décembre 2016 leur participation, perçue comme trop tardive.

### Calendrier électoral
- 16 avril 2016 : le conseil national du Parti socialiste adopte une résolution portant sur l'organisation de la primaire[25].
- 1er au 15 décembre 2016 : dépôt des candidatures.
- 17 décembre 2016 : début de la campagne officielle.
- 22 janvier 2017 : premier tour.
- 29 janvier 2017 : second tour.
- 5 février 2017 : convention d'investiture du candidat élu.

### Calendrier médiatique
Les débats de la primaire socialiste sont respectivement diffusés sur RTL, RMC, Europe 1 et France Inter, les 12, 15, 19 et 25 janvier 2017.

## Personnalités non candidates
24 candidatures au total ont été déposées dans les délais impartis (avant le 15 décembre 2016 à 18 heures). Le 17 décembre 2016, la Haute Autorité a annoncé que sept candidats réunissaient les conditions pour participer à la primaire.

### Personnalités ayant retiré leur candidature
Deux personnalités ont initialement annoncé leur volonté d'être candidats puis se sont retirés :
- Marie-Noëlle Lienemann, sénatrice de Paris, ancienne Ministre du Logement et figure de l'aile gauche du PS se déclare candidate dans un premier temps avant de renoncer le 9 décembre[85],[86] ;
- Marc Jutier, membre du Parti socialiste, président de Fraternité citoyenne[87],[88], annonce rejoindre La France insoumise de Jean-Luc Mélenchon[89].

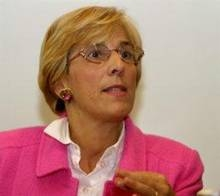
Marie-Noëlle Lienemann
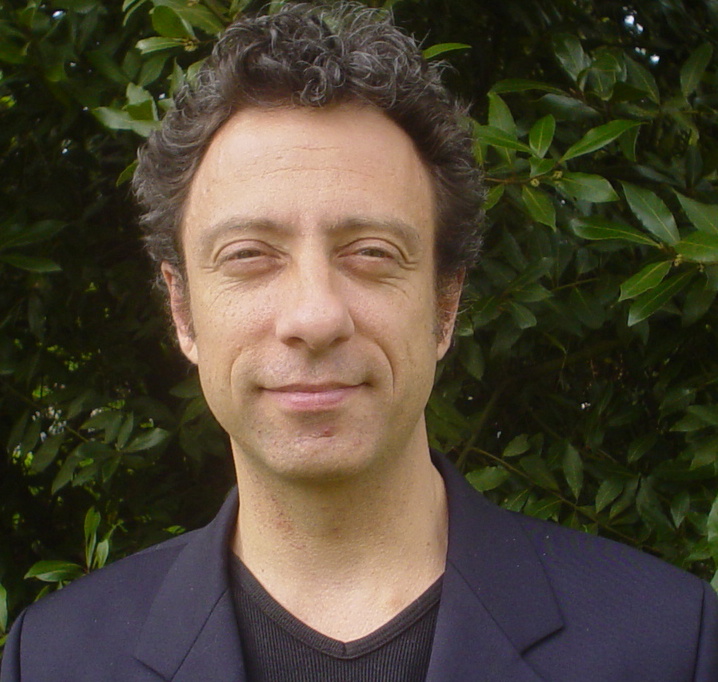
Marc Jutier

### Personnalités ayant écarté leur candidature

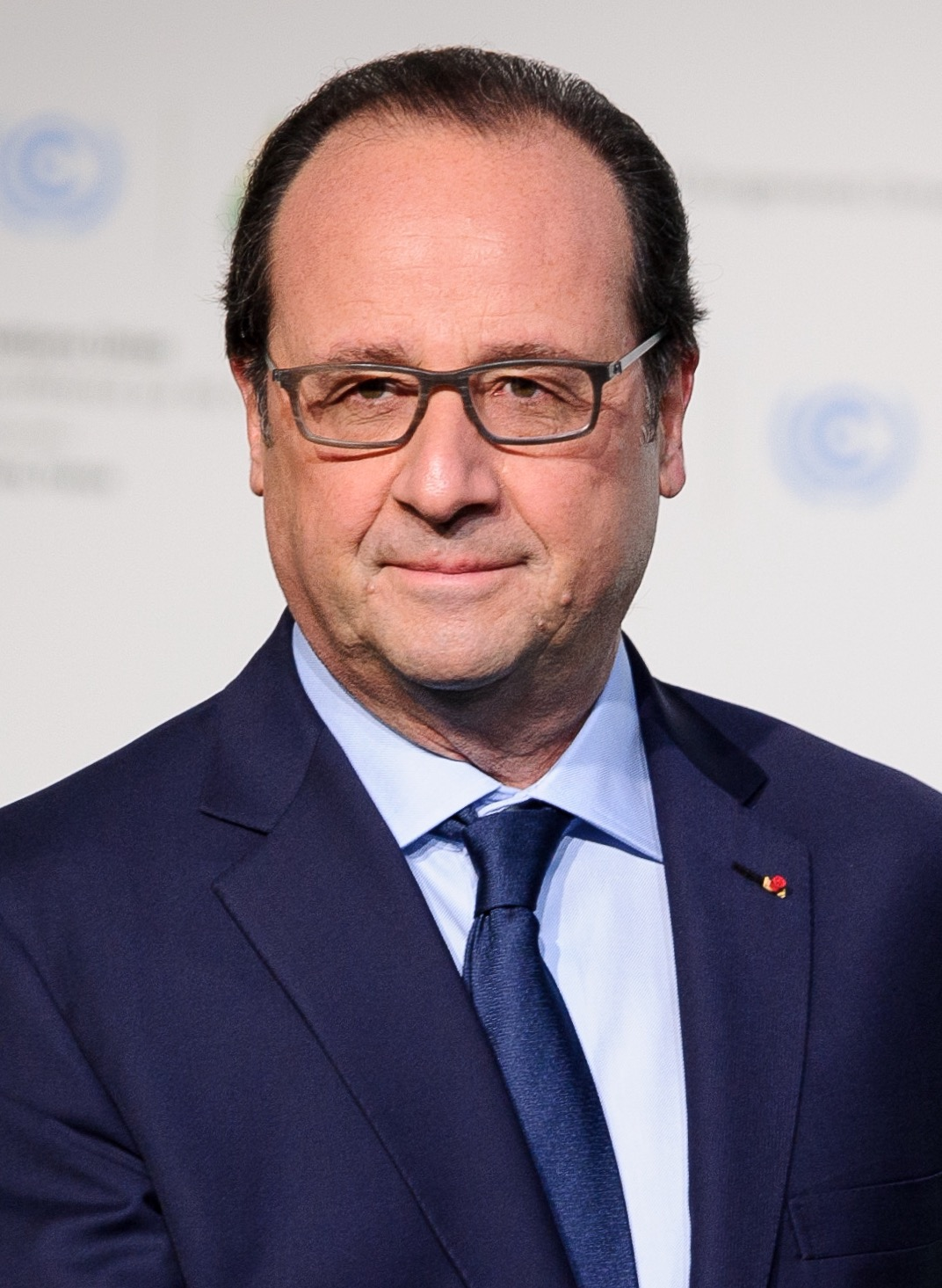
Le président de la République sortant François Hollande renonce le 1er décembre 2016 à briguer un second mandat. Il s'agit d'une première sous la Cinquième République.

Plusieurs personnalités pressenties comme de potentiels candidats renoncent à se présenter. C'est notamment le cas de François Hollande : le président de la République sortant annonce dans une allocution le 1er décembre 2016 qu'il renonce à briguer un second mandat,.
Parmi les autres candidatures évoquées :
- Martine Aubry, maire de Lille, ancienne ministre de l'Emploi et de la Solidarité[77] et battue par François Hollande au second tour de la primaire de 2011 annonce le 19 août 2016 qu'elle n'est pas candidate[92] ;
- Ségolène Royal, ministre de l'Environnement, candidate du PS à l'élection présidentielle de 2007, est considérée comme une candidate potentielle en cas de désistement de François Hollande mais réfute cette hypothèse le 2 décembre 2016[93] ;
- Marisol Touraine, ministre des Affaires sociales et de la Santé[94], annonce le 9 décembre ne pas être candidate[95] ;
- Anne Hidalgo, maire de Paris : sa candidature a été envisagée par plusieurs médias[96] mais elle soutient finalement la candidature de Vincent Peillon le 12 décembre[97] ;
- Najat Vallaud-Belkacem, ministre de l'Éducation nationale, de l'Enseignement supérieur et de la Recherche : sa candidature a été envisagée par plusieurs médias[98] mais elle soutient finalement la candidature de Manuel Valls le 12 décembre 2016[99] ;
- Matthias Fekl, secrétaire d’État chargé du Commerce extérieur, a réfléchi à une candidature[100], avant d'y renoncer[101] ;
- Annick Girardin, membre du PRG, ministre de la Fonction publique, elle s'était dite intéressée par une participation à la primaire[33] mais soutient finalement la candidature de Sylvia Pinel, présidente du PRG[102] ;
- Christiane Taubira, cofondatrice du parti Walwari, affilié au PRG, ancienne ministre de la Justice[77].

### Personnalités ayant refusé de participer à la primaire
Certaines personnalités de gauche décident d'être candidates à l'élection présidentielle sans participer à la primaire :
- Emmanuel Macron, ancien ministre de l'Économie, de l'Industrie et du Numérique et président du mouvement politique En marche, n'est pas adhérent du Parti socialiste ; il annonce sa candidature directement à l'élection présidentielle le 16 novembre 2016, il ne passera donc pas par la primaire[103]. Ainsi dans une interview à la chaine Public Sénat, il déclare, en réponse à l'appel de Jean-Christophe Cambadélis de participer à la primaire : « Cette primaire n'a pas le bon périmètre, pas le bon calendrier, pas les bonnes modalités. Regardez de manière objective les sondages… » et ajoute, en faisant référence aux sondages : « Cela fait deux ans qu'aucun candidat de gauche n'est présent au second tour de l'élection présidentielle… ». Il conclut « Que [les dirigeants du Parti socialiste] ne me mettent pas sur le dos leurs divisions, leurs échecs[104] ».
- Jean-Luc Mélenchon, ministre délégué à l'Enseignement professionnel de 2000 à 2002, député européen Front de Gauche, lors d'une interview à RTL, du 14 janvier 2016, déclare : « je ne veux pas être dans une primaire avec François Hollande, car si François Hollande gagnait la primaire je ne respecterais pas le résultat[105]. ». Il propose aux citoyens de soutenir sa candidature à l’élection présidentielle de 2017 le 10 février 2016 ; pour cela il lance le mouvement citoyen La France insoumise, dont l'outil principal est une plateforme internet participative[106].

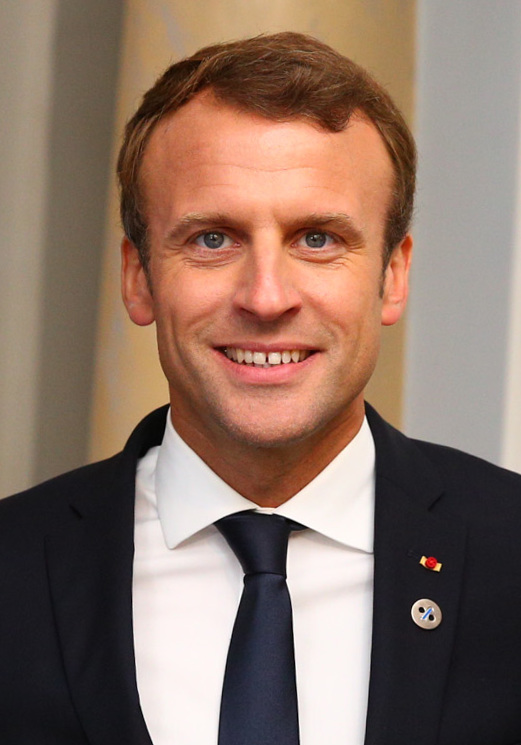
Emmanuel Macron.
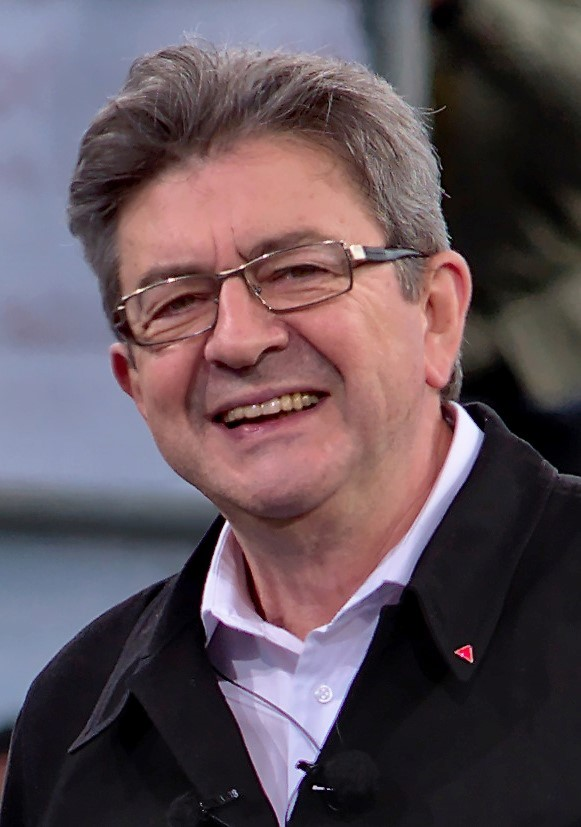
Jean-Luc Mélenchon.

### Candidatures rejetées
24 candidatures ont été déposées auprès de la Haute Autorité mais toutes n'ont pas été rendues publiques. Parmi celles non validées par la Haute Autorité, notamment en raison d'un nombre insuffisant de parrainages :
- Gérard Filoche, membre du bureau national du Parti socialiste et figure de l'aile gauche du parti[108] ;
- Sidi Hamada-Hamidou, membre du Parti radical de gauche, se présentait pour faire entendre la voix de Mayotte dans la France hexagonale[109],[110] ;
- Maxime Legrand, membre du PS, conseiller municipal d'opposition à Poissy[111],[112],[113] ;
- Fabien Verdier, secrétaire national du Parti socialiste chargé du pôle « production et de répartition des richesses », conseiller municipal de Châteaudun, conseiller régional du Centre-Val de Loire[114] ;
- Régis Passerieux, candidat du courant chrétien du PS des Poissons roses[115].

Plusieurs personnalités ont indiqué leur intention de concourir à la primaire mais leurs candidatures n'ont pas été retenues car leurs partis politiques n'appartiennent pas à la Belle Alliance populaire, :
- Bastien Faudot, au nom du Mouvement républicain et citoyen (MRC)[118],[119] ;
- Pierre Larrouturou, coprésident de Nouvelle Donne[120] ;
- Sébastien Nadot, membre du Mouvement des progressistes[121]

Faudot et Larrouturou ont déposé un recours contre ce refus, arguant que les organisateurs de la primaire appellent régulièrement Emmanuel Macron et Jean-Luc Mélenchon à y participer alors qu'ils ne sont pas non plus membres de la Belle Alliance populaire.

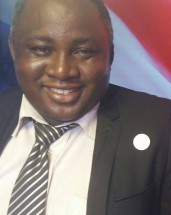
Sidi Hamada-Hamidou
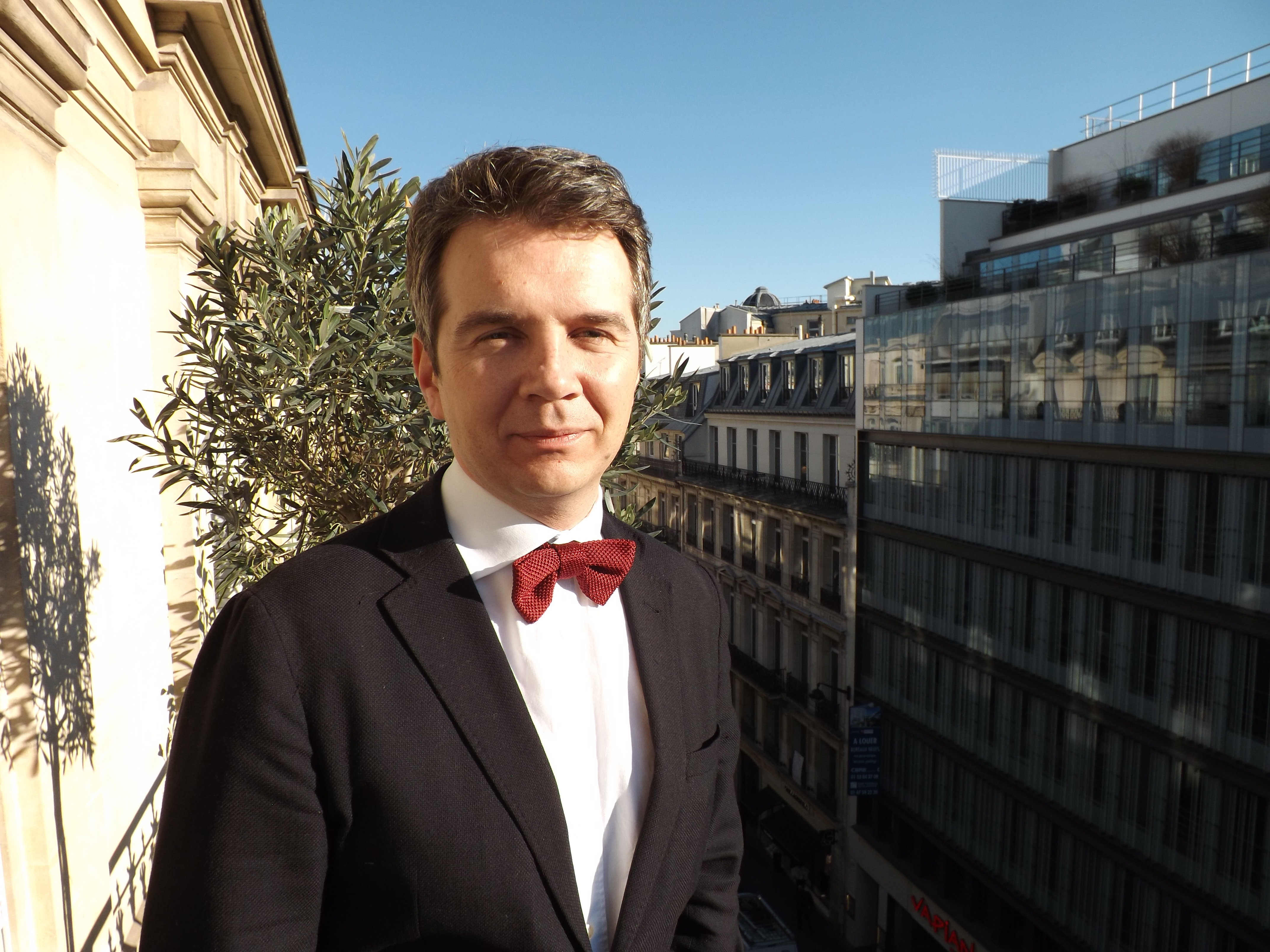
Maxime Legrand
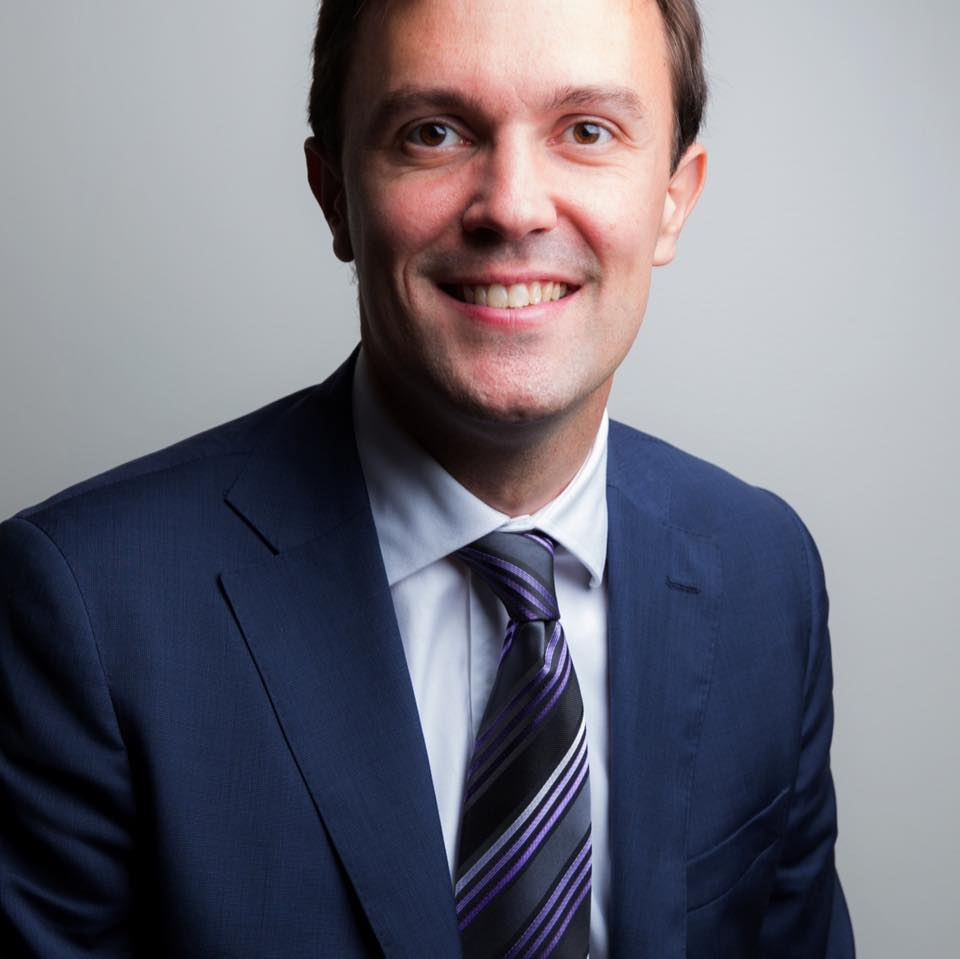
Fabien Verdier
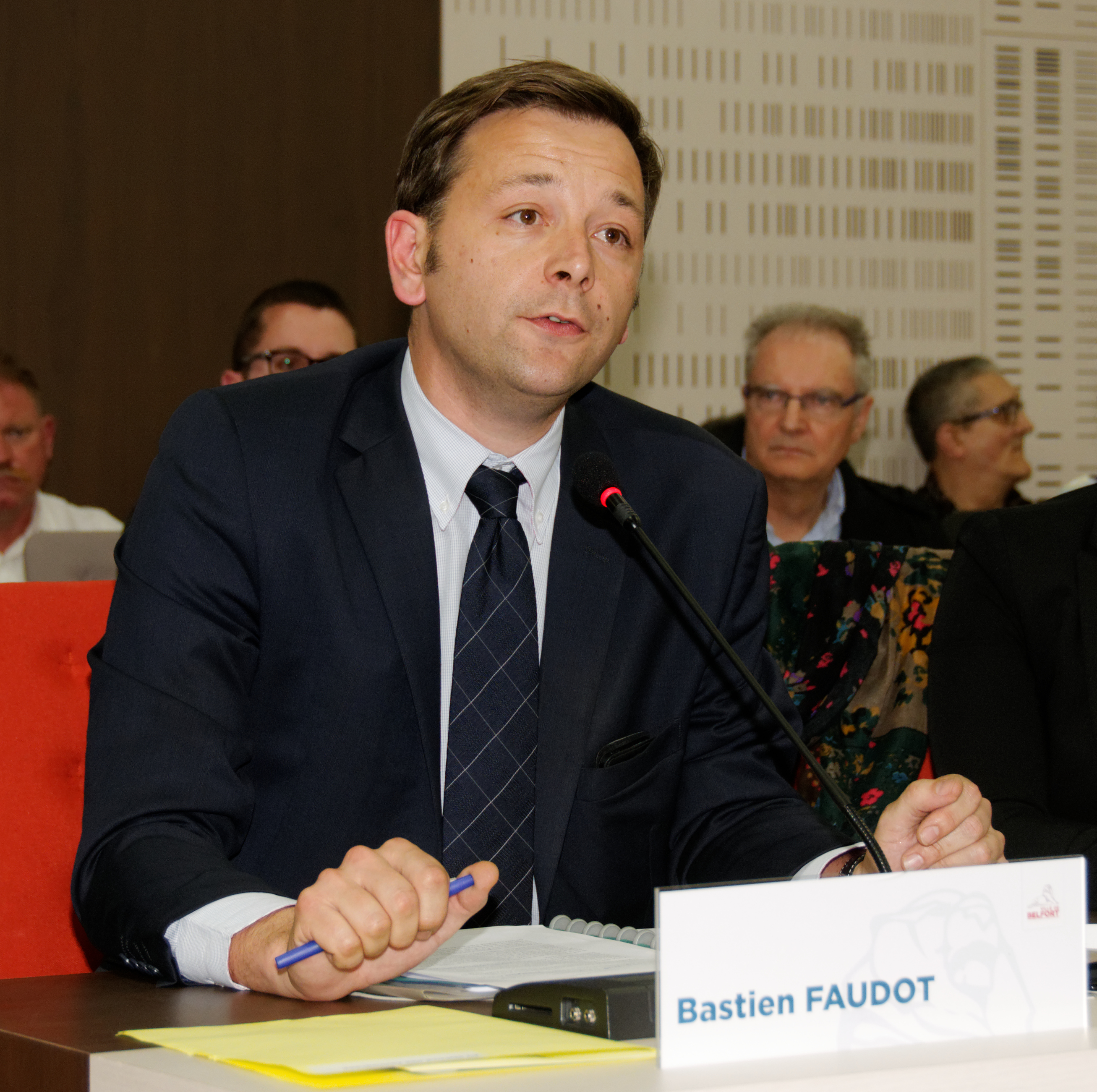
Bastien Faudot

## Programmes et propositions

### Par thème
| Candidats                    | Institutions | Sécurité-défense | Europe et politique étrangère | Numérique |
| ---------------------------- | --- | --- | --- | --- |
| Jean-Luc Bennahmias          | | | Créer un noyau européen de pays de situations économiques comparables assurant à leurs habitants une garantie de niveau de vie avec des minima sociaux, un salaire minimum et une fiscalité commune des entreprises. Instaurer un budget d’investissement commun. Renforcer le dispositif Erasmus. nouveau traité européen qui viendrait refonder la gouvernance de l’Union, la rendre à la fois plus démocratique et plus efficace. Notamment par transformation de la Commission en un véritable gouvernement de l’Europe. Pour un budget européen d’investissement de haut niveau pour préparer l’avenir. | - |
| Benoît Hamon Son projet      | Mise en place d'une VIe République. Droit de vote des étrangers. Président responsable devant le Parlement et septennat non renouvelable. Réduction du nombre de parlementaires, élus en partie à la proportionnelle. Reconnaissance du vote blanc. Instauration d’un « 49-3 citoyen » (droit à référendum pour proposer ou s'opposer à l’adoption d’un texte). Limitation de l’utilisation de l’article 49-3. | Loi d’orientation commune à la sécurité intérieure et à la défense pour leur consacrer 3 % du PIB d’ici 2022. Meilleure mutualisation des services de renseignement et création d’une agence européenne du renseignement. Suspension de l'état d'urgence. Retour d'une police de proximité. Création d’une police des discriminations. | Instaurer un salaire minimum par pays à hauteur de 60 % du salaire moyen. Agir en faveur d'un plan d’investissement européen de 1 000 milliards centré sur la transition écologique. Instaurer un moratoire sur le pacte de stabilité et de croissance. Changer les statuts de la BCE. Consacrer 0,7 % du PIB à l'aide publique au développement. Reconnaissance de l'État de Palestine. Suspension du traité CETA entre l'UE et le Canada. | Adaptant la fiscalité des grandes entreprises avec un reporting public pays par pays afin d’identifier les activités de leur filiale et repérer les sociétés écrans. Droit au déréférencement. Garantir le droit au consentement pour le traitement des données personnelles. Créer une « commission permanente sur les enjeux éthiques et sociaux liés aux avancées scientifiques et à la révolution numérique ». Renforcer le statut des lanceurs d'alerte créé par la loi Sapin II. |
| Arnaud Montebourg Son projet | « République nouvelle », soumise à référendum dès l’été 2017. Septennat non renouvelable et réduction de moitié du nombre de parlementaires. Droit de vote des étrangers. Entrée de citoyens tirés au sort au Sénat avec l’entrée de citoyens ; référendums d’initiative populaire, la réduction de moitié du nombre de députés et l’introduction d’une part de proportionnelle. Suppression du 49-3, sauf pour le budget. Possibilité de destitution d'un ministre devant l’Assemblée. | | Créer un gouvernement économique de la zone euro et de faire de l’emploi la nouvelle priorité de la BCE. En cas de blocage, engager un bras de fer en s’alliant avec les pays réformateurs contre « les conservateurs allemands et leurs alliés ». À propos du conflit syrien, il « croit que l'ONU doit reprendre la main autour de la Russie, des Etats-Unis, des puissances européennes comme la Grande-Bretagne et la France pour arriver à trouver un plan de paix ». | Relocaliser les centres de données des grands groupes en France. Encourager le télétravail « en l’organisant mieux et en le défiscalisant afin de repeupler et reconquérir ces territoires ». Créer un statut protecteur des lanceurs d’alerte. Créer une banque d’encouragement au risque qui cautionnera 90 % des emprunts des petites entreprises. |
| Vincent Peillon Son projet   | Réforme constitutionnelle soumise à référendum à l’automne 2017. Droit de vote des étrangers. Mise en place du mandat unique et limitation des mandats à trois consécutifs. Réduction du nombre de parlementaires. Élection des députés à la proportionnelle sur quatre grandes régions. Suppression de la Cour de justice de la République. Indépendance du parquet. Consultation des citoyens lors de la fabrication des lois au Parlement. | Porter à 2 % le budget de la défense et création de 5 000 postes de gendarmes et policiers supplémentaires en 5 ans. | Gel de l'élargissement. Pour « new deal européen » afin d’« assurer les investissements nécessaires à la croissance et garantir notre modèle social tout en respectant nos engagements européens ». Pour un budget de la zone euro. Pas de renégociation des traités. Plan d’investissement de 1 000 milliards pour la transition énergétique, le numérique, les télécommunications, la recherche, l’innovation, la formation, la jeunesse. | Lutte contre l’évitement fiscal des grands groupes. Poursuivre la lutte contre les paradis ﬁscaux. Établir « des dispositifs contraignants par l’adaptation des normes sociales et de la protection sociale aux nouvelles formes de travail, tout particulièrement de l’économie numérique. » Protéger les lanceurs d’alerte. Permettre toutes les demandes de prestations sociales en ligne. |
| Sylvia Pinel Projet du PRG   | Élection des députés européens à la proportionnelle intégrale. Droit de vote des étrangers aux élections locales et nationales. | Création de centres de prévention de la radicalisation | Mise en place d’un gouvernement économique de la zone euro et une « coopération renforcée » dans les domaines fiscal et social. Pour un nouveau traité qui permette l’instauration « d’un gouvernement économique de la zone euro ». Harmonisation des fiscalités directes et de la fiscalité des sociétés. | Taxation des profits réalisés en France par les entreprises étrangères opérant par la voie de l’économie numérique. soutenir et d’accélérer la mise en œuvre d’un réseau Internet performant sur l’ensemble du territoire. Généralisation accélérée de l’accès aux réseaux outre-mer. Faciliter le financement des TPE en « étendant aux TPE le dispositif "compte entrepreneur- investisseur" des start-ups ». Lutter contre les déserts médicaux en s’appuyant sur le numérique et le développement de la télémédecine.                                                                   |
| François de Rugy Son projet  | Vote obligatoire. Élections législatives à la proportionnelle avec réduction du nombre de parlementaires. | | Convergence de l’impôt sur les sociétés. Fusion progressive des représentations diplomatiques françaises et allemandes. Renforcement des échanges scolaires et universitaires. Pour une Commission directement investie par le Parlement européen et responsable devant lui et une initiative des directives appartenant conjointement aux États, à la Commission et au Parlement européen. Pour que « les dépenses militaires et de sécurité, réalisées le plus souvent au bénéfice de l’ensemble des pays de l’Union, soient exclues du calcul des déficits publics ». Plan de désendettement mutualisé qui prévoirait « un allégement des dettes des Etats qui profite à tous les Etats de la zone euro de façons strictement proportionnelle pour que tous les pays aient intérêt à cette restructuration des dettes souveraines. » | Prendre des mesures de lutte contre l’obsolescence programmée des produits. |
| Manuel Valls Son projet      | Suppression de la Cour de justice de la République, consultation des citoyens lors de la fabrication des lois au Parlement. Limitation des mandats à trois consécutifs. Baisse du nombre de parlementaires. Suppression du 49-3, sauf pour les lois de finances. Non favorable au droit de vote des étrangers. | Porter à 2 % le budget de la défense et création de 5 000 postes de gendarmes et policiers supplémentaires en 5 ans. Nouvelles places de prison. Contre les discriminations, généraliser les testings pour que les entreprises « définissent les outils qui leur permettront de faire primer la compétence. » | Gel de l'élargissement et rejet de la candidature de la Turquie. Organiser une « conférence de refondation » du projet européen et aller sinon vers une Europe différenciée, fondée sur différents cercles. Pour un grand plan d’investissement public et privé pour relancer la croissance en investissant dans la transition énergétique et le numérique. Ratification du traité CETA entre l'UE et le Canada. | « Dans le numérique, les règles européennes de concurrence devront être appliquées avec souplesse [pour] favoriser le développement de champions européens ». Définir un cadre à l’économie des plateformes plus adapté que la directive e-commerce de 2000. Création d’un moteur de recherche européen. Conforter le déploiement de la fibre haut-débit « dans les espaces stratégiques des territoires ». Lutte contre les zones blanches. Donner pour objectif à la BPI le passage à l’échelle mondiale des start-up françaises. Doubler en 5 ans le nombre de femmes dans le numérique. |
|                              | | | | |
| Candidats                    | Travail - Emploi | Revenu de base et fiscalité | Agriculture | Environnement |
| Jean-Luc Bennahmias          | | Créer un revenu universel. | | Il prône la fermeture de douze centrales nucléaires. |
| Benoît Hamon                 | Abrogation de la loi Travail, mais maintien du droit à la déconnexion et du compte personnel d'activité. Maintien des 35 heures mais droit au temps partiel accompagné d’une compensation salariale pour accompagner la raréfaction du travail qui va « amener les hommes et les femmes à travailler moins ». Incitation des entreprises à réduire le temps de travail. Requalification en salariés des salariés ubérisés. « Je renforcerai les sanctions inscrites dans la loi (1 an d’emprisonnement et 3750 € d’amende) en cas de non-respect de l’égalité salariale. » | Mise en place progressive d’un revenu universel d’existence de 750 € par mois en trois étapes : ouverture en 2018 du RSA revalorisé de 10 % aux moins de 25 ans et le rendant automatique pour réduire les cas de non-recours ; extension sous condition de ressources (ressources inférieures à 1 600 euros) puis généralisation ultérieure selon des modalités définies par une « conférence sociale et citoyenne ». Basculement des cotisations patronales assises sur le travail vers la valeur ajoutée. Grand impôt sur le revenu qui fusionne l'impôt sur le revenu actuel et la CSG. Impôt unique sur le patrimoine qui fusionne ISF, taxe foncière et droits de mutation. | « Engager une véritable transition écologique et adapter nos modes de production et de consommation. Nous cesserons d’opposer la question sociale à la question écologique, ayant compris que ces deux exigences n’en font qu’une. » Réfomer la PAC en lui faisant adaopter le « modèle agro-écologique ». Donner la priorité d'attribution du foncier aux « projets agro-écologiques » et lancer un plan contre la souffrance animale\| | Accélérer la transition écologique en allant vers 50 % d’énergies renouvelables dès 2025. Remplacement des perturbateurs endocriniens. « Abroger la déclaration d’utilité publique et arrêter immédiatement » le projet d'aéroport du Grand Ouest. Constitutionnalisation des biens communs (sol, air, vivant et eau) |
| Arnaud Montebourg            | Abrogation la loi Travail, mais maintien du droit à la déconnexion et du compte personnel d'activité. Renforcer le contrat de travail en normalisant le CDI. Mise en place un contrat d'activité à durée indéterminée pour embaucher dans le secteur de l'économie sociale et solidaire. Contrat de formation pour que chaque chômeur puisse se former pendant un an. | Le revenu de base « me parait irréalisable. » Favoriser le télétravail. Lutter contre l’uberisation du travail. Réforme du service public de l’emploi. Dégressivité de la CSG pour les faibles revenus | « Libérer les nouvelles formes de production, assumer un modèle où la productivité sera moindre mais les revenus substantiels et notre écosystème protégé (...) Aider les agriculteurs à compléter leur activité en devenant producteurs d’énergie (...) Construire des emplois agricoles dans les villes en reconvertissant les friches industrielles. » | Dans le cadre de la transition énergétique pour réduire les émissions carbonées, il est partisan de l'énergie nucléaire. Il se déclare maintenant opposé à l'exploitation des gaz de schiste. |
| Vincent Peillon              | Abrogation de la loi Travail. Maintien des 35 heures. Réécriture de la loi Travail pour rétablir la hiérarchie des normes ou pour revenir sur la possibilité de déroger à la majoration des heures supplémentaires. Nouvelles conditions posées au CICE. Plan de relance de l’exportation pour les PME et les entreprises de taille intermédiaire (ETI). Rétablir « un ministère de plein exercice dédié aux droits des femmes et à l’égalité entre les sexes ». | Opposé au revenu de base, il veut une fiscalité « plus favorable au travail », en luttant contre la fraude fiscale et en plafonnant de la taxe d'habitation. Progressivité de la CSG. Fiscalité plus progressive sur l’héritage. Renforcer du Compte personnel d’activité. | Favoriser un « nouveau modèle agricole, alimentaire et rural. [Réintroduire] des outils de régulation du marché dans la PAC (...) en renforçant la position des agriculteurs face à la grande distribution ». Opposition aux cultures OGM sur le sol français. | Il souhaite la mise en place d'une taxe carbone. Il propose de mobiliser des financements européens pour investir dans le domaine environnemental et de développer une fiscalité verte intégrant un « bouclier fiscal pour les plus modestes. » |
| Sylvia Pinel                 | | Suppression du CICE. Baisse de l’impôt sur les sociétés à 20 %, contre 30 %, et élargissement de l’assiette aux bénéfices réalisés à l’étranger | Réformer la PAC, qui « favorise trop les pratiques productivistes ». | Elle se montre favorable à la poursuite du développement de l'énergie nucléaire à côté des énergies renouvelables. |
| François de Rugy             | | | | Passer à 100 % d'énergies renouvelables dès 2050 et fermer progressivement toutes les centrales nucléaires. Obligations que les véhicules neufs soient électriques ou hybrides dès 2025. |
| Manuel Valls                 | Maintien de la loi Travail et des 35 heures. Accompagnement à la création d’entreprises via un prêt à taux zéro. European Buy Act pour réserver 80 % la commande publique aux PME. Crédits d’impôt recherche pour les PME. Défiscalisation des heures supplémentaires. Diviser par 2 en 5 ans l'écat de salaires entre hommes et femmes et le résorber totalement en 10 ans. | Création d'un « revenu décent » sous conditions de ressources, qui fusionne les minima sociaux existants. Proposition d'une « sécurité sociale professionnelle ». Accès à une formation pour tout jeune sans diplôme ou chômeur qui en a le besoin « immédiat ». Alignement de la protection sociale des indépendants sur celle des salariés. | Lancer une « initiative pour une exception agriculturelle, sur le modèle de l’exception culturelle ». Voulant « Reconnaître toutes les agricultures et promouvoir un modèle répondant aux nouveaux impératifs de santé environnementale », il souhaite « valoriser l'agro-écologie » dans la continuité de son action au gouvernement. | Il souhaite regrouper l’écologie, l’industrie et l’énergie au sein d’un même ministère et initier une conférence environnementale à l’automne 2017. En faveur de la construction de l’aéroport de Notre-Dame-des-Landes. Il propose d'accélérer la convergence de la fiscalité du gazole et de l’essence et favoriser l'industrie nucléaire. |
|                              | | | | |
| Candidats                    | Santé et drogues | Culture | Éducation, famille, petite enfance, jeunesse | Laïcité |
| Jean-Luc Bennahmias          | Légalisation du cannabis. Il propose une « vente en pharmacie ». Le cannabis serait « taxé pour réguler sa consommation. » | | Service civique obligatoire. | Défenseur de la loi de 1905, il estime qu'« Al Qaïda, les Frères musulmans, Daesh, et tous les propagandistes de l’islam politique ciblent la laïcité et son corollaire, comme sources de tous les maux d’une partie de la population française. La propagation du port du voile, choisi ou consenti, en est la marque revendiquée pour donner à ce message la plus grande visibilité ». |
| Benoît Hamon                 | Revoir notre politique du médicament pour ne plus rembourser les traitements inefficaces et faire baisser les prix des médicaments innovants. Meilleurs remboursements par l’Assurance Maladie des soins dentaires et dispositifs médicaux (audioprothèses...). Droit à la santé universel. Lutter contre les déserts médicaux en ne conventionnement pas les médecins qui s’installent en zone surdotée. Reconnaissance du « burn out » comme maladie professionnelle. Droit de mourir dans la dignité. Interdire des pesticides dangereux et des perturbateurs endocriniens. Légaliser le cannabis et encadrement de sa distribution. Voulant « lutter contre les addictions », il souhaite « tarir l’économie souterraine et les violences » par la légalisation, estimant que « 538 millions d’euros » peuvent être réorientés de la répression vers des programmes de prévention. | Porter le budget consacré au développement et à la diffusion de l’art et de la culture à 1 % du PIB. Garantir « l’accès de tous et toutes à la culture dans nos territoires, pour que les moyens de la culture ne doivent plus être une variable d’ajustement ». Ouverture de la PMA aux couples de femmes. Doubler le budget du ministère aux droits des femmes. | Ouverture dès 2018 du RSA aux moins de 25 ans, étape transitoire vers le revenu universel. Extension de la réforme de l’éducation prioritaire aux lycées. Poursuivre la revalorisation de la condition des enseignants. Amélioration de la formation continue. développer la mixité sociale à l’école. Recruter 40 000 enseignants supplémentaires avec priorité donnée au primaire pour qu’il n’y ait pas plus de 24 élèves par classe pour les apprentissages fondamentaux. Développement d'un service public de la petite enfance pour les jeunes parents, et notamment les mères isolées adaptée aux horaires de travail décalés. | Opposé à une éventuelle interdiction du voile à l'université ou lors des sorties scolaires, il veut augmenter des moyens des associations d'éducation populaire et laïques dans les quartiers pour contenir le développement « de formes cultuelles religieuses de socialisation des populations. » Il définit la laïcité comme « le fait de pouvoir faire vivre ensemble ceux qui croient et ceux qui ne croient pas. Même quand cette religion peut avoir des signes de visibilité extérieure. »                                                                                          |
| Arnaud Montebourg            | Création d'une mutuelle de la sécurité sociale à prix modéré. Salarier des médecins pour lutter contre les désert médicaux. Plafonnement des actes prothétiques et les soins courants. Création de 5 000 postes hospitaliers. Opposition à la légalisation du cannabis : « en termes de santé publique, nous ne pouvons pas nous le permettre. » | Augmentation du budget de la culture de 500 millions par an.) | Concentrer les efforts sur la tranche d'âge scolarisée en CP-CE1-CE2 avec un même enseignant qui suive les élèves de cette classe pendant trois ans. Ouverture de la PMA aux couples de femmes | Service national obligatoire de 6 mois. Conscient du « danger du fondamentalisme religieux [qui existe] partout dans le monde et donc en France », il a d'abord dit rejeter des accommodements. Se disant en faveur d'« une laïcité inclusive », il s'offusque que « certains responsables politiques se servent de la laïcité à des fins politiques. » |
| Vincent Peillon              | Consolider et étendre le tiers payant. Créer « une complémentaire de santé publique. » Inciter des médecins remplaçants à exercer dans les déserts médicaux par des exonérations des aides, le soutien à l’installation des maisons de santé et le développement de la télémédecine. Légalisation de l’aide médicale à mourir. Peu précis sur les drogues, il estime que le débat « mérite d’être ouvert » et que « la légalisation permet un contrôle. » | | Ouverture de la PMA aux couples de femmes. Légaliser l’aide médicale à mourir. | Plaçant la laïcité au « cœur » de son engagement, il défend la « neutralité » de l’État et ne propose pas de modifier les lois et souhaite que la loi de 1905 soit « protégée comme bien commun ». Il s'oppose à une éventuelle interdiction du port du voile dans l'espace public ou à l'université. |
| Sylvia Pinel                 | Légalisation du cannabis. Proposant une vente en accès libre en pharmacie avec un prix et une vente « contrôlés par l’Etat ». elle veut que les sanctions pour usage de stupéfiants au volant soient « fortes et les contrôles plus fréquents ». Elle estime les recettes fiscales à 2 milliards d’euros. | Fixer un objectif à atteindre progressivement de 2 % du PIB pour la part du budget national consacrée à la culture (contre 1,2 %) et aux activités culturelles, en France comme à l’étranger (centres culturels, bibliothèques françaises, etc..) | École obligatoire dès 3 ans. Transfert des cotisations famille des entreprises vers la fiscalité. Accès à la PMA pour toutes les femmes. Alléger et faciliter les procédures d’adoption pour tous. | Elle veut défendre « une République généreuse pour assurer la promesse républicaine. » Sensible aux « libertés des femmes », elle veut qu'elles soient « pleinement en mesure d'exercer leur liberté de conscience ou de culture » tout en les préservant de toute « forme de soumission ou d'oppression qui aurait pour effet de limiter leurs libertés. » Créer une mission interministérielle à la laïcité, devant remplacer l’Observatoire de la laïcité, qui « veillera à la défense et à la promotion du principe de laïcité ».                                                       |
| François de Rugy             | Légalisation encadrée du cannabis. Il propose une « légalisation expérimentale » pour 5 ans. Le commerce se ferait « sur le modèle des débits de tabac. Toute vente en dehors demeurera illégale. » | « Je ne serai pas de ceux qui promettent ce qu’ils ne peuvent garantir. Tout doit être fait pour maintenir et développer l’effort budgétaire en faveur de la culture, mais des réformes de structure, notamment une large régionalisation d’équipements peuvent produire de substantifiques économies de gestion, afin de concentrer les fonds publics sur le soutien à la création artistique ». | Ouverture de la PMA aux couples de femmes. Autorisation et encadrement de la gestation pour autrui. Légalisation de l’euthanasie et du suicide assisté pour les personnes en fin de vie « qui jugent leurs souffrances physiques et psychologiques insupportables et pour lesquelles aucune solution de soulagement réel n’existe. » | Pour lui, « une laïcité qui n’a pas à être qualifiée ». Il veut « lancer une grande initiative nationale autour du partage des valeurs d’égalité entre les sexes, de la laïcité et de l’altérité (...) Les citoyens ne sont pas identiques, sont porteurs, chacun, d’identités multiples, de systèmes de valeur qui leur sont propres, mais les citoyens sont égaux et la fonction de l’État doit être de fournir à chacun le cadre adapté à l’exercice de sa liberté individuelle. » |
| Manuel Valls                 | Rembourser à 100 % certains soins de ville. Supprimer le numerus clausus dans les études médicales. « en finir avec les dépassements d’honoraires en secteur II conventionné ». Doublement du budget prévention. Ouverture aux indépendants, entrepreneurs et artisans des mêmes droits qu’aux salariés. Opposé à la légalisation du cannabis, Manuel Valls estimait au printemps 2016 « J'ai la conviction, comme le président de la République, que toute société doit savoir fixer des interdits. Je crois que la consommation du cannabis, parce qu'elle a un impact sur la santé publique, doit en rester un. » | | Créer un service civique obligatoire de 6 mois. Ouverture de la PMA aux couples de femmes | Il souhaite adosser une « charte de la laïcité » à la Constitution. « Je veux une laïcité réaffirmée partout, qui protège sans blesser, qui soit expliquée à tous sans humilier personnel ». Opposition au porte du burkini, symbole de « l'asservissement de la femme », il estime que « le port du voile islamique - et pas seulement le burkini ou la burqa - est un acte politique (...) Ce sont des signes de revendication, bien sûr, d'un islamisme politique, d'une revendication qui vise à faire en sorte que dans l'espace public, on fasse reculer la République ».             |

### Par candidat

#### Jean-Luc Bennahmias
- Instauration du scrutin proportionnel pour les élections législatives[165].
- Instauration du revenu de base[165].
- Mise en place d'un service civique obligatoire[165].
- Légalisation encadrée du cannabis[165].

#### Benoît Hamon

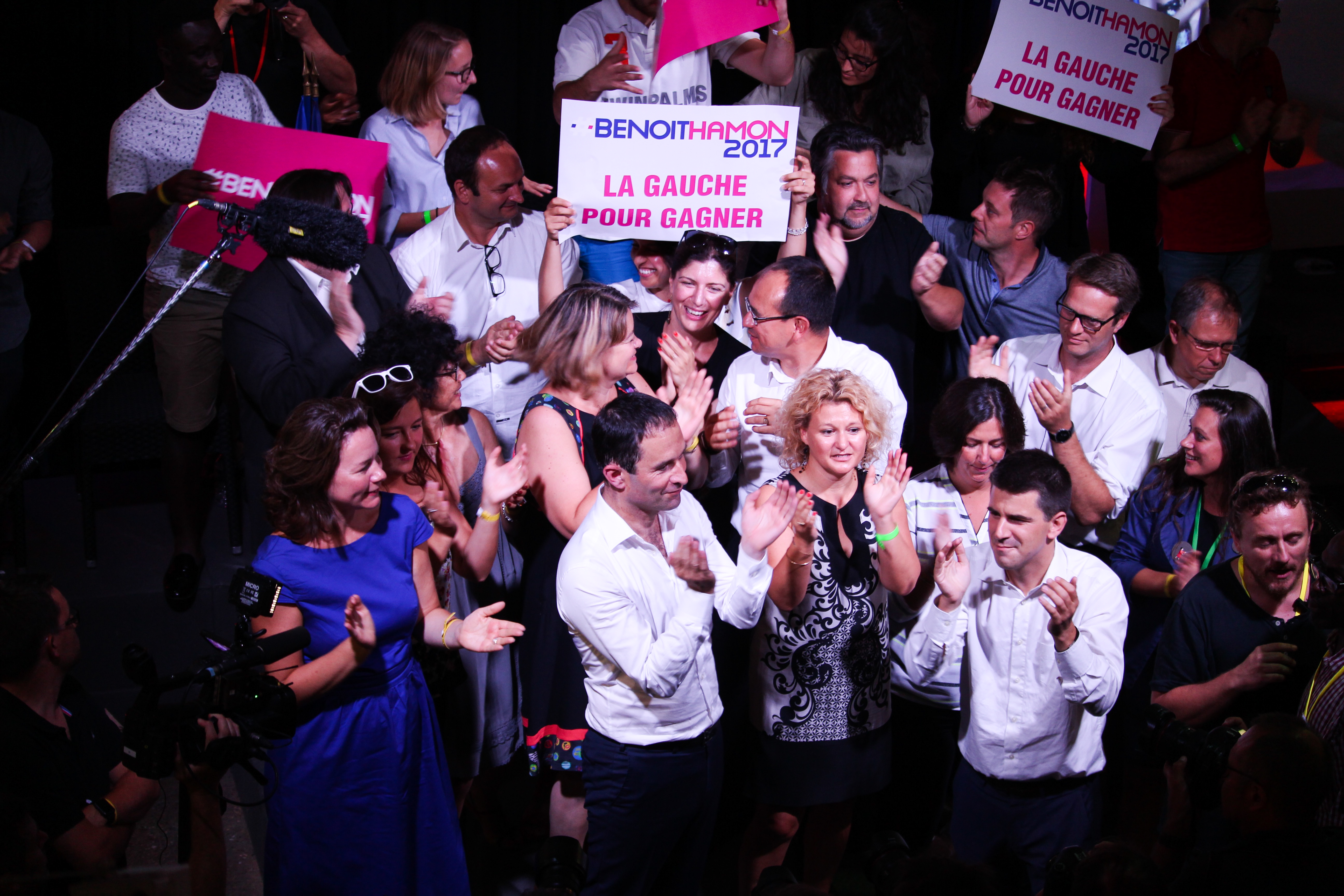
Benoît Hamon en meeting à Saint-Denis, en août 2016.

Le 16 août 2016, il annonce qu'il sera candidat à la primaire. Il critique l'absence de volonté de François Hollande pour appliquer ses propres engagements : « Ce quinquennat s'est d'abord joué sur des choix. Des choix parfaitement conscients. Et là où il a échoué de la manière la plus éclatante, cela est la conséquence d'une impuissance volontaire » et estime qu'appeler à « voter pour le moins pire » comme le dirait le PS ne peut assurer une victoire du président sortant.
Parmi ses propositions figurent la reprise du « processus continu de réduction du temps de travail », le développement des « formes alternatives d'entrepreneuriat » et la mise en œuvre d'un « revenu universel d'existence ». Cette dernière mesure polarise les débats et devient un des thèmes majeurs de la primaire. Benoît Hamon propose de le mettre en place par étapes : d'abord en ouvrant dès 2018 le RSA revalorisé de 10 % aux adultes de moins de 25 ans et le rendant automatique pour réduire les cas de non-recours ; à la fin du quinquennat, il pourrait être étendu sous conditions de ressources pour les personnes aux ressources inférieures au revenu médian (environ 1 600 euros) puis généralisé au-delà de 2022, ces deux phases devant être précisées par une « conférence sociale et citoyenne ».
Se démarquant de la droite et du premier ministre Manuel Valls durant l'été 2016 à propos de la polémique sur le burkini, il reproche à François Hollande la tiédeur de sa position de « ni provocation, ni stigmatisation » : « Jusqu'où va-t-on aller dans la stigmatisation des musulmans Français dès lors qu'ils montrent qu'ils appartiennent à une religion? Jusqu'où va-t-on aller dans le silence du président de la République ? ». Le 31 octobre, Benoît Hamon avait souhaité que François Hollande soit candidat à la présidentielle de 2017, estimant qu'il faudrait que le président sortant « dise la vérité aux Français ».
Invité en prime time de L'Émission politique sur France 2 le 8 décembre 2016, il obtient de très bons scores nettement supérieurs à Arnaud Montebourg en dépit d'une audience moindre. Il y reconnait assumer « des passerelles » avec le programme de Jean-Luc Mélenchon mais s'en différencier sur son rapport à l’Union européenne, disant ne pas croire qu’il faille établir « un rapport de force » avec Bruxelles et les partenaires européens : « Le protectionnisme [doit] s’exercer aux frontières de l’Europe » et non pas à l’intérieur. Prenant acte que tous les emplois détruits par la robotisation et la numérisation ne seront pas recréés, il pense que ces évolutions « vont amener les hommes et les femmes à travailler moins » amenant à la mise en place progressive d’un revenu universel d’existence estimant ce virage comme allant vers « une nouvelle Sécurité sociale. » Souhaitant « continuer à investir [dans] l’éducation nationale », il veut étendre la réforme de l’éducation prioritaire aux lycées.
Il veut faire « émerger une conscience populaire de l’écologie », accélérer la transition écologique en allant vers 50 % d’énergies renouvelables dès 2025, ainsi que lutter contre les pesticides et les perturbateurs endocriniens. Opposé au projet d'aéroport du Grand Ouest, il veut en « abroger la déclaration d’utilité publique et l'arrêter immédiatement ». Mettant de plus en plus en avant ses propositions écologiques en affirmant « Je le répète pour que tout le monde comprenne bien : je ne serai plus socialiste sans être écologiste. Je ne négocierai pas le bout de mon programme écolo ». Il souhaite s'appuyer sur les acquis du mandat de François Hollande comme l’école ou l'Accord de Paris conclu lors de la COP 21 et « parce que je considère, comme lui, que l’on ne peut plus être socialiste sans être écologiste ». Sa ligne est ainsi qualifiée de social-écologiste, ou d'écosocialiste.
Sur les questions de sécurité, il veut une loi d’orientation commune à la sécurité intérieure et à la défense, le budget de ces domaines rassemblés devant atteindre 3 % du PIB d’ici à 2022. Face à la menace terroriste, il plaide pour une meilleure mutualisation des services de renseignement et pour la création d’une agence européenne, mais ne souhaite pas pérenniser l'état d'urgence. Il se dit favorable à l'encadrement de la distribution du cannabis, préférant « consacrer l’argent mobilisé sur la répression à la prévention » et rétablir une police de proximité. Il explique vouloir mettre en place une police contre les discriminations. Lors du dernier débat télévisé, il est jugé le participant le plus convaincant par l'institut Elabe pour 29 % des sondés, un point devant Arnaud Montebourg et sept devant Manuel Valls avec un avantage encore plus net chez les sympathisants de gauche à 34 % contre 24 % pour Manuel Valls et 23 % pour Arnaud Montebourg.

#### Arnaud Montebourg

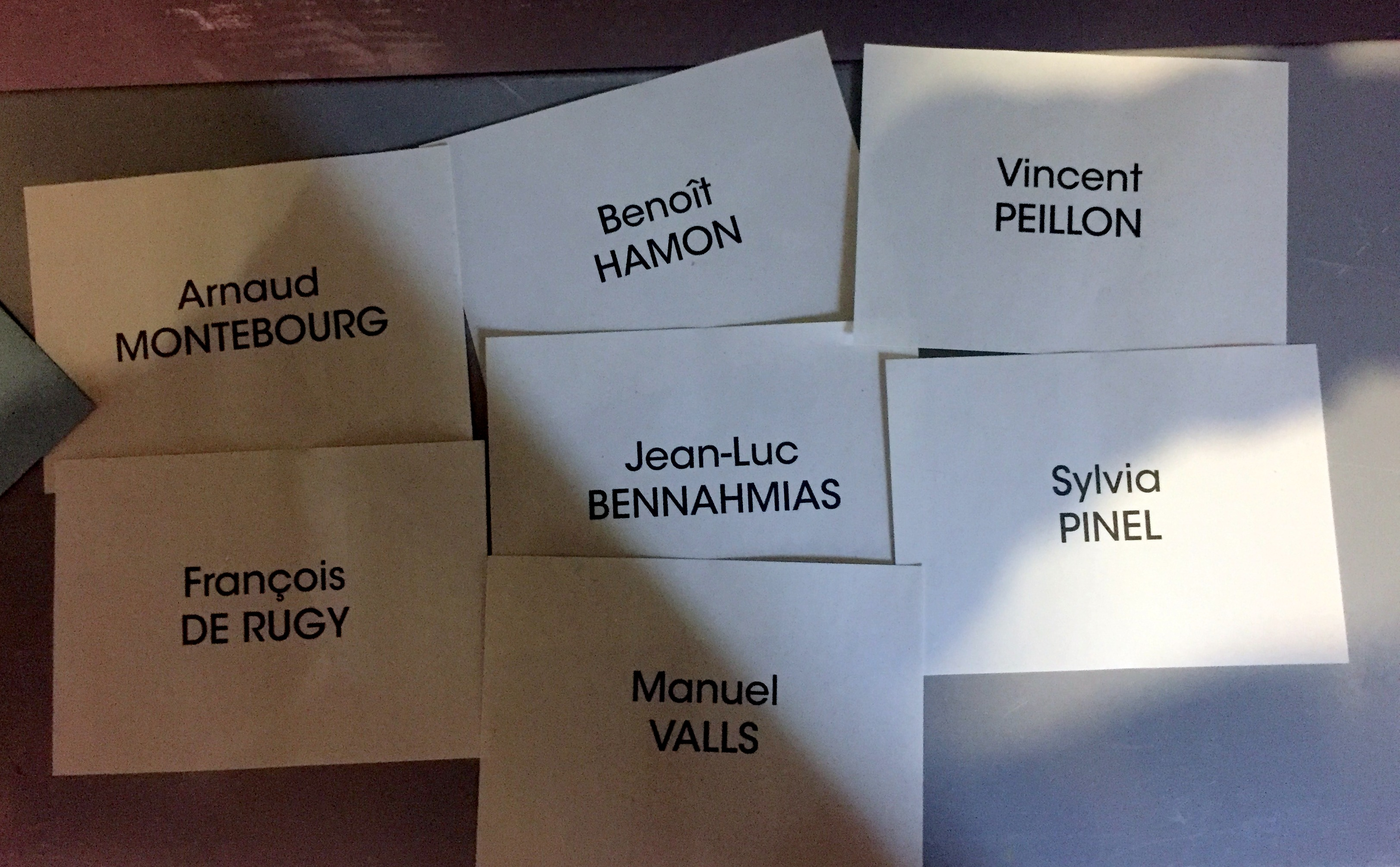
Bulletins de vote du 22 janvier 2017.

Le 16 mai 2016, Arnaud Montebourg exprime dans un discours prononcé au mont Beuvray, en Bourgogne, son souhait de bâtir un « grand projet alternatif pour la France ». Cette déclaration, qui en suit plusieurs autres, est interprétée dans les médias comme un premier pas vers une candidature à l'élection présidentielle de 2017.
À l'occasion de ce discours, il développe une anaphore « Être de gauche, c'est » en 12 points, notamment : « Être de gauche, c’est considérer que le pouvoir politique doit être parfois supérieur au pouvoir économique. […] Être de gauche, c’est considérer que […] l’État doit être fort pour peser dans la balance, afin que jamais la condition du faible ne soit écrasée par la liberté du fort. […] Être de gauche, c’est avoir à cœur de défendre sans relâche nos libertés [et] refuser toujours qu’elles puissent être bafouées […], même au nom […] de l’impérieuse lutte contre le terrorisme. ». Cette tirade est interprétée dans les médias comme une réponse au « ni droite, ni gauche » d'Emmanuel Macron, aux positionnements de Manuel Valls, et à l'anaphore « Moi président de la République » de François Hollande.
Il fonde dans la foulée un micro-parti, Le projet France. Le 21 août 2016, il annonce officiellement sa candidature à l'élection présidentielle de 2017. Le 2 octobre, il confirme sa participation à la primaire, pour laquelle il appelle les électeurs de droite à venir battre François Hollande. Initialement nommé à la tête de son comité de soutien, une polémique éclate avec l'humoriste Guy Bedos qui finalement refuse de présider ce comité tout en annonçant soutenir Montebourg,. Il chiffre son programme à 24,4 milliards d’euros par an, espérant ainsi relancer l’économie pour réduire le taux de chômage à 6,1 % en 2022, le déficit public à 2,5 % du PIB et la dette à 91,2 % du PIB, en tablant sur un taux de croissance moyen optimiste de 1,9 % sur 5 ans, quand il n'a été de 1,2 % en 2016. Le président de son comité de soutien est l'humoriste Guy Bedos,.

#### Sylvia Pinel
Le 26 novembre 2016, le PRG se prononce pour une candidature autonome à la présidentielle. Le 14 décembre il opte finalement pour une participation à la primaire et investit sa présidente.
Le 5 janvier 2017, elle présente son programme politique pour la primaire.
Son programme est qualifié par plusieurs médias de programme de campagne très favorable aux entreprises,,. Elle souhaite ramener le taux de l'impôt sur les sociétés à 20 %, contre 33,33 % en finançant cette mesure en supprimant le Crédit d'impôt pour la compétitivité et l'emploi qu'elle juge « complexe, inégalitaire et peu efficace ». Elle défend aussi la création d’un crédit d’impôt pour favoriser les CDI (1,5 % de la masse salariale, jusqu’à 2 SMIC) et le transfert des cotisations famille des entreprises vers la fiscalité mais sans hausse de la fiscalité des ménages.
Concernant les questions sociétales, Sylvia Pinel défend l'accès à la PMA pour toutes les femmes, indépendamment de leur statut marital et de leur orientation sexuelle. Elle soutient également l'introduction de la possibilité de recourir à l'euthanasie pour les personnes en fin de vie voulant y avoir recours, une réforme de l'adoption pour que les couples, hétérosexuels et homosexuels puissent y avoir «accès de manière égale et juste». Elle défend le vote d'une loi sur la bioéthique afin de permettre à la médecine de poursuivre ses progrès. Enfin, elle soutient la légalisation du cannabis et sa distribution contrôlée en pharmacie. Elle veut également promouvoir l'idée d'un droit européen à l'IVG.
Sur les relations internationales, elle soutient l'idée d'une Europe fédérale avec la mise en place d’une « constitution fédérale ». Ce serait au parlement européen réuni en constituante de l’écrire. L’adoption du texte se ferait par un référendum européen ayant lieu le même jour. Sylvia Pinel souhaite également renverser l’équilibre politique au sein des institutions européennes en transformant la Commission en un gouvernement de l’Europe responsable devant les eurodéputés en créant ainsi un Sénat européen pour remplacer le Conseil de l’Union européenne. Au niveau des institutions européennes, elle suggère de fusionner les postes de président de la Commission et du Conseil européen et désire instituer un gouvernement économique de la zone euro, responsable devant les eurodéputés concernés. Au niveau des droits sociaux européens, Sylvia Pinel veut faire converger les smics partout en Europe. Enfin, afin de permettre à l'UE de « financer des investissements européens dans des domaines stratégiques », Sylvia Pinel propose de réaliser une «vraie taxe sur les transactions financières», permettant ainsi de renflouer le budget de la zone euro.

#### François de Rugy
« Mon projet est écologiste : par exemple, je propose de passer au 100 % renouvelable d'ici 2025 pour la transition énergétique avec des emplois et des activités sur tout le territoire. D'ici 2025, je propose que tous les véhicules neufs vendus en France soient électriques ou hybrides-électriques. Je propose un pacte avec la grande distribution pour que 25 % de tous les produits alimentaires vendus en grande distribution soient issus de l'agriculture biologique française. »

#### Manuel Valls
Manuel Valls se dit dans un premier temps, défavorable à la tenue d’une primaire mais, après la décision du conseil national du Parti socialiste d’en organiser une, change de position. Le 5 décembre, il annonce sa candidature aux primaires et son départ du gouvernement et retrouve son mandat de député le 7 janvier 2017.
Il présente début janvier un projet qu'il inscrit dans la continuité de son action gouvernementale plus lisse que ses propos de campagne passés (maintien de l'impôt sur la fortune et de la durée légale du travail, pas de baisse supplémentaire du coût du travail ni des règles du marché du travail) et même la suppression de l'article 49-3 de la Constitution dont il a pourtant fait usage à plusieurs reprises. Comptant sur une croissance annuelle du PIB de 1,9 %, il entend relâcher l'effort sur les dépenses publiques, qui augmenteraient de 2,5 % par an tout en maintenant le déficit public et en baissant la part des prélèvements obligatoires pour les classes moyennes et populaires. Il promet la création de postes dans la police et la gendarmerie ou encore la baisse du nombre de parlementaires. Désireux d'une « conférence de refondation » pour relancer l'Europe, il souhaite une pause dans l'élargissement de l'Union européenne. Il veut créer adosser à la Constitution une charte de la laïcité. Il entend également imposer un service civique obligatoire de six mois et favoriser l'industrie nucléaire. Lors de la campagne de la primaire, il est la cible de deux agressions, la première le 22 décembre à Strasbourg par un jet de farine et la seconde le 18 janvier par un jeune homme le gifle à Lamballe. Sa campagne connait un démarrage difficile et des intentions de vote qui s'érodent notamment face à Arnaud Montebourg et la dynamique de la campagne de Benoît Hamon car s'il est en tête des intentions de vote des sympathisants socialistes, il est l'est moins sur les sympathisants de gauche. La candidature de Vincent Peillon le concurrence également. Un sondage BVA publié quatre jours avant le premier tour le donne battu au second par ses deux principaux challengers.

## Sondages et campagne

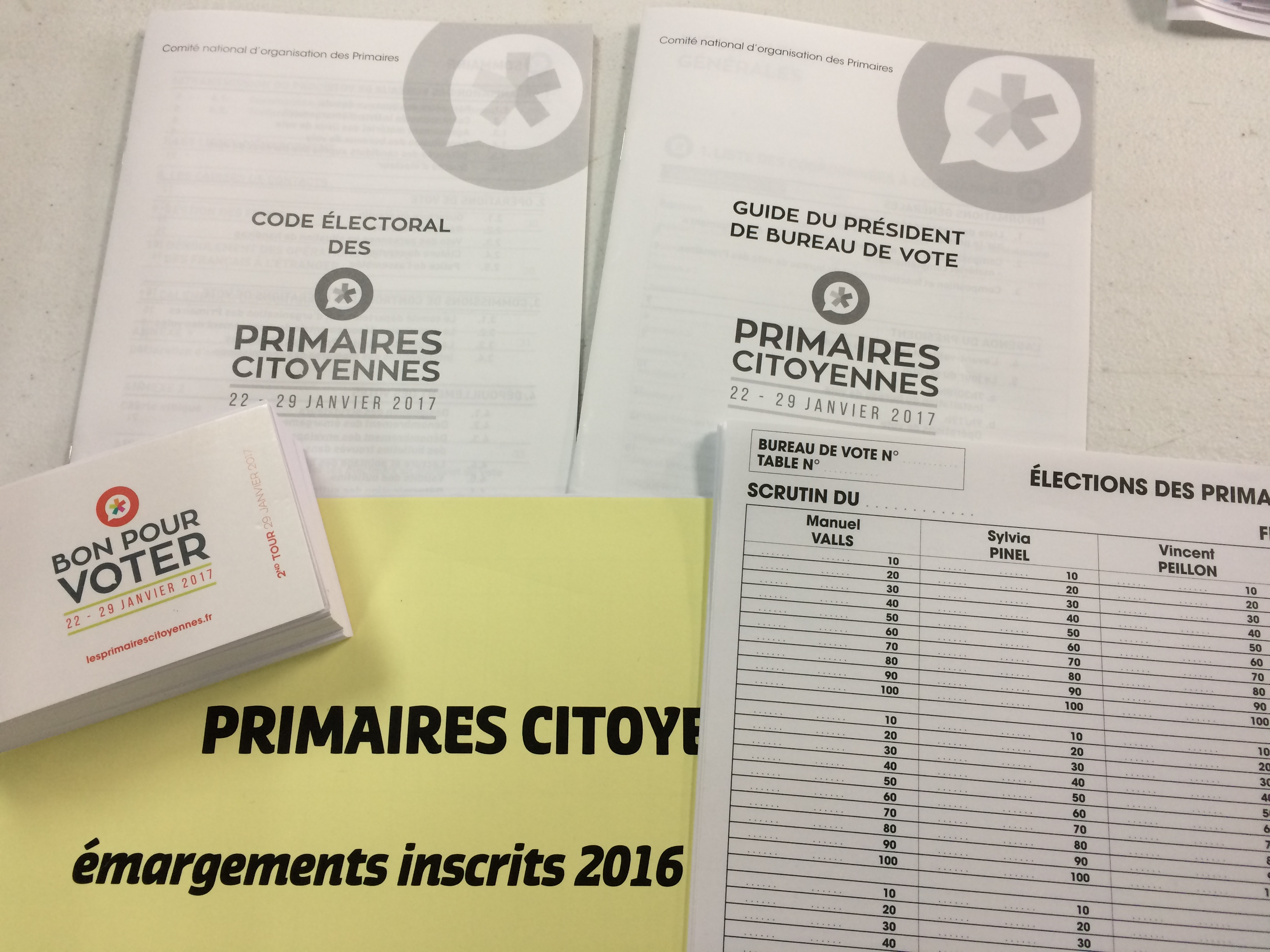
Éléments du kit des bureaux de vote.

Avant le premier tour de la primaire, trois débats seront organisés. Il est prévu de garder le même dispositif de diffusion que pour la primaire à droite,.
Alors que les sondages classiques annoncent Manuel Valls et Arnaud Montebourg, l'analyste numérique Antoine Bevort note plusieurs semaines avant le premier tour que Benoît Hamon domine outrageusement l'audience numérique pour les visites de son site et pour le nombre des interactions suscitées par sa communication sur Facebook, Twitter et YouTube, montrant une forte mobilisation autour de ses propositions. Il devance dans l'ordre Arnaud Montebourg, Vincent Peillon et Manuel Valls.

### Débats télévisés
Avant le premier tour, les sept candidats participent à trois débats, en l'espace d'une semaine :
- Jeudi 12 janvier : 21 h (TF1 - RTL - L'Obs).

Le débat est arbitré par Gilles Bouleau, Élizabeth Martichoux et Matthieu Croissandeau. Il réunit 3 830 000 téléspectateurs, soit une part d'audience de 18,3 %.
- Dimanche 15 janvier : 18 h (BFM TV - RMC - I-Télé)

Le débat est arbitré par Ruth Elkrief et Laurence Ferrari, accompagnées de Laurent Neumann. Il est suivi par 1 750 000 téléspectateurs, soit 7,9 % du public.
- Jeudi 19 janvier : 21 h (France 2 - Europe 1 - PQR)

Le débat est cette fois animé par David Pujadas, Léa Salamé et Fabien Namias. Il rassemble 3 070 000 de téléspectateurs, pour une part d'audience de 15 %.
Entre les deux tours, les deux candidats restant prennent part à un dernier débat :
- Mercredi 25 janvier : 21 h (France Inter - TF1 - France 2)

Il est animé par Gilles Bouleau et David Pujadas accompagnés d'Alexandra Bensaid pour les questions économiques, et diffusé sur les deux premières chaînes de télévision françaises TF1 et France 2. Il réunit 5,5 millions de téléspectateurs, soit 24,1 % du public.

## Résultats

### Résultats nationaux
| Candidat          | Candidat            | Parti          | Premier tour | Premier tour | Second tour | Second tour |  |
| Candidat          | Candidat            | Parti          | Voix         | %            | Voix        | %           |  |
| ----------------- | ------------------- | -------------- | ------------ | ------------ | ----------- | ----------- |  |
|                   | Benoît Hamon        | PS             | 596 647      | 36,51        | 1 181 872   | 58,69       |  |
| Manuel Valls      | PS                  | 521 238        | 31,90        | 831 871      | 41,31       |             |  |
| Arnaud Montebourg | PS                  | 290 070        | 17,75        |              |             |             |  |
| Vincent Peillon   | PS                  | 112 718        | 6,90         |              |             |             |  |
|                   | François de Rugy    | PE             | 63 430       | 3,88         |             |             |  |
|                   | Sylvia Pinel        | PRG            | 33 067       | 2,02         |             |             |  |
|                   | Jean-Luc Bennahmias | FD             | 16 869       | 1,03         |             |             |  |
|                   |                     |                |              |              |             |             |  |
| Votants           | Votants             | Votants        | 1 655 919    | 100,00       | 2 045 343   | 100,00      |  |
| Exprimés          | Exprimés            | Exprimés       | 1 634 039    | 98,69        | 2 013 743   | 98,46       |  |
| Blancs et nuls    | Blancs et nuls      | Blancs et nuls | 21 880       | 1,31         | 31 600      | 1,54        |  |

### Résultats détaillés

#### Premier tour
| Département              | Benoît Hamon | Benoît Hamon | Manuel Valls | Manuel Valls | Arnaud Montebourg | Arnaud Montebourg | Vincent Peillon | Vincent Peillon | François de Rugy | François de Rugy | Sylvia Pinel | Sylvia Pinel | Jean-Luc Bennahmias | Jean-Luc Bennahmias | Exprimés  | Blancs et nuls | Votants   |
| Département              | Voix         | %            | Voix         | %            | Voix              | %                 | Voix            | %               | Voix             | %                | Voix         | %            | Voix                | %                   | Exprimés  | Blancs et nuls | Votants   |
| ------------------------ | ------------ | ------------ | ------------ | ------------ | ----------------- | ----------------- | --------------- | --------------- | ---------------- | ---------------- | ------------ | ------------ | ------------------- | ------------------- | --------- | -------------- | --------- |
| Ain                      | 3 898        | 33,68        | 3 376        | 29,17        | 2 732             | 23,61             | 748             | 6,46            | 432              | 3,73             | 269          | 2,32         | 117                 | 1,01                | 11 572    | 144            | 11 716    |
| Aisne                    | 1 909        | 32,01        | 1 978        | 33,17        | 1 161             | 19,47             | 573             | 9,61            | 164              | 2,75             | 125          | 2,10         | 54                  | 0,91                | 5 964     | 71             | 6 035     |
| Allier                   | 2 124        | 31,48        | 2 156        | 31,95        | 1 683             | 24,94             | 304             | 4,51            | 220              | 3,26             | 201          | 2,98         | 59                  | 0,87                | 6 747     | 93             | 6 840     |
| Alpes-de-Haute-Provence  | 1 701        | 39,38        | 1 270        | 29,40        | 748               | 17,32             | 240             | 5,56            | 168              | 3,89             | 134          | 3,10         | 58                  | 1,34                | 4 319     | 77             | 4 396     |
| Hautes-Alpes             | 1 564        | 39,69        | 1 122        | 28,47        | 668               | 16,95             | 259             | 6,57            | 169              | 4,29             | 115          | 2,92         | 44                  | 1,12                | 3 941     | 40             | 3 981     |
| Alpes-Maritimes          | 5 491        | 33,01        | 5 801        | 34,87        | 2 953             | 17,75             | 1 188           | 7,14            | 673              | 4,05             | 326          | 1,96         | 204                 | 1,23                | 16 636    | 156            | 16 792    |
| Ardèche                  | 3 481        | 39,08        | 2 959        | 33,22        | 1 336             | 15,00             | 500             | 5,61            | 349              | 3,92             | 185          | 2,08         | 97                  | 1,09                | 8 907     | 113            | 9 020     |
| Ardennes                 | 1 306        | 32,14        | 1 374        | 33,81        | 986               | 24,26             | 215             | 5,29            | 94               | 2,31             | 54           | 1,33         | 35                  | 0,86                | 4 064     | 60             | 4 124     |
| Ariège                   | 1 806        | 30,49        | 2 350        | 39,67        | 962               | 16,24             | 431             | 7,28            | 129              | 2,18             | 169          | 2,85         | 77                  | 1,30                | 5 924     | 136            | 6 060     |
| Aube                     | 1 238        | 32,49        | 1 266        | 33,23        | 799               | 20,97             | 253             | 6,64            | 123              | 3,23             | 66           | 1,73         | 65                  | 1,71                | 3 810     | 54             | 3 864     |
| Aude                     | 3 905        | 29,16        | 5 659        | 42,26        | 2 092             | 15,62             | 818             | 6,11            | 299              | 2,23             | 480          | 3,58         | 138                 | 1,03                | 13 391    | 222            | 13 613    |
| Aveyron                  | 2 819        | 36,24        | 2 657        | 34,16        | 1 290             | 16,59             | 438             | 5,63            | 234              | 3,01             | 266          | 3,42         | 74                  | 0,95                | 7 778     | 97             | 7 875     |
| Bouches-du-Rhône         | 14 371       | 35,13        | 13 242       | 32,37        | 7 633             | 18,66             | 2 993           | 7,32            | 1 383            | 3,38             | 765          | 1,87         | 516                 | 1,26                | 40 903    | 555            | 41 458    |
| Calvados                 | 7 699        | 40,15        | 5 547        | 28,93        | 3 418             | 17,82             | 1 251           | 6,52            | 694              | 3,62             | 379          | 1,98         | 188                 | 0,98                | 19 176    | 254            | 19 430    |
| Cantal                   | 1 046        | 32,04        | 1 283        | 39,30        | 536               | 16,42             | 229             | 7,01            | 88               | 2,70             | 66           | 2,02         | 17                  | 0,52                | 3 265     | 61             | 3 326     |
| Charente                 | 2 580        | 34,22        | 2 476        | 32,84        | 1 474             | 19,55             | 505             | 6,70            | 235              | 3,12             | 140          | 1,86         | 129                 | 1,71                | 7 539     | 117            | 7 656     |
| Charente-Maritime        | 6 093        | 35,89        | 5 583        | 32,89        | 2 967             | 17,48             | 1 152           | 6,79            | 625              | 3,68             | 382          | 2,25         | 173                 | 1,02                | 16 975    | 196            | 17 171    |
| Cher                     | 1 863        | 32,34        | 1 730        | 30,03        | 1 511             | 26,23             | 344             | 5,97            | 165              | 2,86             | 100          | 1,74         | 47                  | 0,82                | 5 760     | 54             | 5 814     |
| Corrèze                  | 2 334        | 33,63        | 2 591        | 37,33        | 1 044             | 15,04             | 584             | 8,41            | 208              | 3,00             | 125          | 1,80         | 54                  | 0,78                | 6 940     | 170            | 7 110     |
| Corse-du-Sud             | 517          | 30,29        | 726          | 42,53        | 260               | 15,23             | 96              | 5,62            | 39               | 2,28             | 50           | 2,93         | 19                  | 1,11                | 1 707     | 16             | 1 723     |
| Haute-Corse              | 533          | 20,05        | 1 546        | 58,14        | 276               | 10,38             | 110             | 4,14            | 44               | 1,65             | 109          | 4,10         | 41                  | 1,54                | 2 659     | 31             | 2 690     |
| Côte-d'Or                | 4 280        | 29,76        | 4 030        | 28,03        | 3 960             | 27,54             | 1 106           | 7,69            | 530              | 3,69             | 327          | 2,27         | 147                 | 1,02                | 14 380    | 196            | 14 576    |
| Côtes-d'Armor            | 9 017        | 40,06        | 7 498        | 33,32        | 3 408             | 15,14             | 1 036           | 4,60            | 907              | 4,03             | 417          | 1,85         | 223                 | 0,99                | 22 506    | 267            | 22 773    |
| Creuse                   | 1 371        | 40,97        | 1 057        | 31,59        | 633               | 18,92             | 159             | 4,75            | 63               | 1,88             | 41           | 1,23         | 22                  | 0,66                | 3 346     | 42             | 3 388     |
| Dordogne                 | 4 249        | 35,29        | 4 112        | 34,16        | 2 275             | 18,90             | 693             | 5,76            | 347              | 2,88             | 245          | 2,04         | 118                 | 0,98                | 12 039    | 218            | 12 257    |
| Doubs                    | 3 867        | 35,33        | 3 539        | 32,33        | 2 125             | 19,41             | 666             | 6,08            | 420              | 3,84             | 215          | 1,96         | 114                 | 1,04                | 10 946    | 147            | 11 093    |
| Drôme                    | 5 164        | 38,10        | 4 251        | 31,36        | 2 303             | 16,99             | 822             | 6,06            | 554              | 4,09             | 286          | 2,11         | 174                 | 1,28                | 13 554    | 190            | 13 744    |
| Eure                     | 3 755        | 35,97        | 3 192        | 30,57        | 2 073             | 19,86             | 687             | 6,58            | 397              | 3,80             | 225          | 2,16         | 111                 | 1,06                | 10 440    | 124            | 10 564    |
| Eure-et-Loir             | 2 703        | 34,10        | 2 636        | 33,25        | 1 500             | 18,92             | 484             | 6,11            | 293              | 3,70             | 230          | 2,90         | 81                  | 1,02                | 7 927     | 108            | 8 035     |
| Finistère                | 16 760       | 46,43        | 11 215       | 31,07        | 4 247             | 11,77             | 1 668           | 4,62            | 1 354            | 3,75             | 562          | 1,56         | 290                 | 0,80                | 36 096    | 449            | 36 545    |
| Gard                     | 6 185        | 35,33        | 5 885        | 33,61        | 3 256             | 18,60             | 1 005           | 5,74            | 585              | 3,34             | 417          | 2,38         | 175                 | 1,00                | 17 508    | 209            | 17 717    |
| Haute-Garonne            | 18 657       | 36,88        | 16 360       | 32,34        | 8 519             | 16,84             | 3 656           | 7,23            | 1 791            | 3,54             | 1 155        | 2,28         | 448                 | 0,89                | 50 586    | 647            | 51 233    |
| Gers                     | 2 581        | 36,17        | 2 548        | 35,71        | 1 099             | 15,40             | 427             | 5,98            | 178              | 2,49             | 226          | 3,17         | 77                  | 1,08                | 7 136     | 95             | 7 231     |
| Gironde                  | 19 022       | 38,14        | 15 879       | 31,84        | 8 270             | 16,58             | 3 418           | 6,85            | 1 916            | 3,84             | 882          | 1,77         | 489                 | 0,98                | 49 876    | 754            | 50 630    |
| Hérault                  | 12 716       | 37,31        | 11 051       | 32,42        | 5 978             | 17,54             | 2 096           | 6,15            | 1 119            | 3,28             | 798          | 2,34         | 324                 | 0,95                | 34 082    | 422            | 34 504    |
| Ille-et-Vilaine          | 16 286       | 43,17        | 10 834       | 28,72        | 5 437             | 14,41             | 2 463           | 6,53            | 1 716            | 4,55             | 648          | 1,72         | 340                 | 0,90                | 37 724    | 407            | 38 131    |
| Indre                    | 1 522        | 34,57        | 1 424        | 32,34        | 933               | 21,19             | 270             | 6,13            | 130              | 2,95             | 81           | 1,84         | 43                  | 0,98                | 4 403     | 68             | 4 471     |
| Indre-et-Loire           | 6 097        | 36,36        | 5 159        | 30,76        | 3 329             | 19,85             | 1 108           | 6,61            | 624              | 3,72             | 288          | 1,72         | 165                 | 0,98                | 16 770    | 189            | 16 959    |
| Isère                    | 13 032       | 37,54        | 10 959       | 31,57        | 5 886             | 16,96             | 2 411           | 6,95            | 1 400            | 4,03             | 683          | 1,97         | 342                 | 0,99                | 34 713    | 488            | 35 201    |
| Jura                     | 1 915        | 32,00        | 1 649        | 27,56        | 1 712             | 28,61             | 353             | 5,90            | 182              | 3,04             | 88           | 1,47         | 85                  | 1,42                | 5 984     | 59             | 6 043     |
| Landes                   | 5 319        | 41,38        | 4 160        | 32,36        | 1 920             | 14,94             | 820             | 6,38            | 307              | 2,39             | 208          | 1,62         | 120                 | 0,93                | 12 854    | 182            | 13 036    |
| Loir-et-Cher             | 2 722        | 38,07        | 2 290        | 32,03        | 1 256             | 17,57             | 362             | 5,06            | 288              | 4,03             | 158          | 2,21         | 74                  | 1,03                | 7 150     | 87             | 7 237     |
| Loire                    | 5 530        | 38,08        | 4 434        | 30,54        | 2 837             | 19,54             | 840             | 5,78            | 485              | 3,34             | 280          | 1,93         | 115                 | 0,79                | 14 521    | 176            | 14 697    |
| Haute-Loire              | 1 763        | 37,26        | 1 481        | 31,30        | 880               | 18,60             | 269             | 5,69            | 185              | 3,91             | 90           | 1,90         | 63                  | 1,33                | 4 731     | 43             | 4 774     |
| Loire-Atlantique         | 20 343       | 40,43        | 13 606       | 27,04        | 7 511             | 14,93             | 3 294           | 6,55            | 4 440            | 8,82             | 699          | 1,39         | 429                 | 0,85                | 50 322    | 629            | 50 951    |
| Loiret                   | 4 981        | 33,99        | 5 045        | 34,42        | 2 604             | 17,77             | 1 027           | 7,01            | 551              | 3,76             | 295          | 2,01         | 153                 | 1,04                | 14 656    | 184            | 14 840    |
| Lot                      | 1 903        | 33,98        | 1 951        | 34,83        | 924               | 16,50             | 315             | 5,62            | 187              | 3,34             | 259          | 4,62         | 62                  | 1,11                | 5 601     | 106            | 5 707     |
| Lot-et-Garonne           | 2 660        | 34,05        | 2 748        | 35,18        | 1 355             | 17,35             | 524             | 6,71            | 226              | 2,89             | 200          | 2,56         | 99                  | 1,27                | 7 812     | 126            | 7 938     |
| Lozère                   | 776          | 36,71        | 764          | 36,14        | 337               | 15,94             | 93              | 4,40            | 65               | 3,07             | 60           | 2,84         | 19                  | 0,90                | 2 114     | 39             | 2 153     |
| Maine-et-Loire           | 7 230        | 38,48        | 5 978        | 31,82        | 2 862             | 15,23             | 1 307           | 6,96            | 926              | 4,93             | 310          | 1,65         | 175                 | 0,93                | 18 788    | 255            | 19 043    |
| Manche                   | 5 013        | 38,71        | 3 903        | 30,14        | 2 442             | 18,86             | 782             | 6,04            | 412              | 3,18             | 222          | 1,71         | 177                 | 1,37                | 12 951    | 143            | 13 094    |
| Marne                    | 2 793        | 34,61        | 2 585        | 32,03        | 1 565             | 19,39             | 584             | 7,24            | 289              | 3,58             | 163          | 2,02         | 92                  | 1,14                | 8 071     | 80             | 8 151     |
| Haute-Marne              | 779          | 32,90        | 763          | 32,22        | 533               | 22,51             | 149             | 6,29            | 83               | 3,51             | 47           | 1,98         | 14                  | 0,59                | 2 368     | 22             | 2 390     |
| Mayenne                  | 2 104        | 36,08        | 1 968        | 33,75        | 907               | 15,55             | 374             | 6,41            | 302              | 5,18             | 117          | 2,01         | 59                  | 1,01                | 5 831     | 105            | 5 936     |
| Meurthe-et-Moselle       | 5 920        | 38,36        | 4 861        | 31,50        | 2 797             | 18,12             | 930             | 6,03            | 484              | 3,14             | 255          | 1,65         | 186                 | 1,21                | 15 433    | 157            | 15 590    |
| Meuse                    | 930          | 31,43        | 1 180        | 39,88        | 472               | 15,95             | 163             | 5,51            | 108              | 3,65             | 56           | 1,89         | 50                  | 1,69                | 2 959     | 36             | 2 995     |
| Morbihan                 | 8 983        | 38,59        | 8 021        | 34,46        | 3 385             | 14,54             | 1 212           | 5,21            | 1 031            | 4,43             | 385          | 1,65         | 259                 | 1,11                | 23 276    | 270            | 23 546    |
| Moselle                  | 4 913        | 33,28        | 4 791        | 32,46        | 3 303             | 22,38             | 928             | 6,29            | 445              | 3,01             | 221          | 1,50         | 160                 | 1,08                | 14 761    | 160            | 14 921    |
| Nièvre                   | 1 522        | 25,80        | 1 680        | 28,47        | 2 150             | 36,44             | 262             | 4,44            | 146              | 2,47             | 85           | 1,44         | 55                  | 0,93                | 5 900     | 83             | 5 983     |
| Nord                     | 15 952       | 40,41        | 11 737       | 29,73        | 6 739             | 17,07             | 2 614           | 6,62            | 1 299            | 3,29             | 709          | 1,80         | 428                 | 1,08                | 39 478    | 561            | 40 039    |
| Oise                     | 4 047        | 36,35        | 3 466        | 31,13        | 2 191             | 19,68             | 711             | 6,39            | 372              | 3,34             | 255          | 2,29         | 92                  | 0,83                | 11 134    | 128            | 11 262    |
| Orne                     | 1 988        | 34,69        | 1 909        | 33,31        | 957               | 16,70             | 440             | 7,68            | 246              | 4,29             | 121          | 2,11         | 70                  | 1,22                | 5 731     | 76             | 5 807     |
| Pas-de-Calais            | 7 680        | 34,68        | 7 764        | 35,06        | 4 190             | 18,92             | 1 248           | 5,64            | 532              | 2,40             | 482          | 2,18         | 247                 | 1,12                | 22 143    | 484            | 22 627    |
| Puy-de-Dôme              | 7 160        | 37,59        | 6 069        | 31,86        | 3 489             | 18,32             | 1 205           | 6,33            | 571              | 3,00             | 393          | 2,06         | 159                 | 0,83                | 19 046    | 224            | 19 270    |
| Pyrénées-Atlantiques     | 7 521        | 37,60        | 6 974        | 34,86        | 3 068             | 15,34             | 1 273           | 6,36            | 634              | 3,17             | 362          | 1,81         | 171                 | 0,85                | 20 003    | 273            | 20 276    |
| Hautes-Pyrénées          | 2 349        | 32,36        | 2 744        | 37,81        | 1 175             | 16,19             | 444             | 6,12            | 224              | 3,09             | 238          | 3,28         | 84                  | 1,16                | 7 258     | 81             | 7 339     |
| Pyrénées-Orientales      | 3 653        | 31,36        | 4 974        | 42,70        | 1 875             | 16,09             | 490             | 4,21            | 293              | 2,52             | 252          | 2,16         | 113                 | 0,97                | 11 650    | 163            | 11 813    |
| Bas-Rhin                 | 5 801        | 36,08        | 5 007        | 31,14        | 2 479             | 15,42             | 1 393           | 8,66            | 788              | 4,90             | 371          | 2,31         | 240                 | 1,49                | 16 079    | 156            | 16 235    |
| Haut-Rhin                | 2 710        | 32,69        | 2 668        | 32,19        | 1 399             | 16,88             | 646             | 7,79            | 504              | 6,08             | 197          | 2,38         | 165                 | 1,99                | 8 289     | 82             | 8 371     |
| Rhône                    | 17 980       | 38,92        | 13 180       | 28,53        | 8 359             | 18,09             | 3 377           | 7,31            | 1 970            | 4,26             | 851          | 1,84         | 485                 | 1,05                | 46 202    | 521            | 46 723    |
| Haute-Saône              | 1 240        | 28,27        | 1 606        | 36,62        | 953               | 21,73             | 233             | 5,31            | 159              | 3,63             | 132          | 3,01         | 63                  | 1,44                | 4 386     | 73             | 4 459     |
| Saône-et-Loire           | 3 493        | 19,23        | 2 826        | 15,56        | 10 507            | 57,85             | 648             | 3,57            | 337              | 1,86             | 211          | 1,16         | 139                 | 0,77                | 18 161    | 195            | 18 356    |
| Sarthe                   | 4 125        | 34,08        | 4 140        | 34,20        | 2 080             | 17,18             | 877             | 7,25            | 505              | 4,17             | 240          | 1,98         | 137                 | 1,13                | 12 104    | 169            | 12 273    |
| Savoie                   | 3 706        | 35,95        | 3 347        | 32,47        | 1 830             | 17,75             | 632             | 6,13            | 448              | 4,35             | 204          | 1,98         | 142                 | 1,38                | 10 309    | 121            | 10 430    |
| Haute-Savoie             | 5 141        | 38,18        | 4 075        | 30,26        | 2 248             | 16,69             | 946             | 7,03            | 629              | 4,67             | 271          | 2,01         | 156                 | 1,16                | 13 466    | 139            | 13 605    |
| Paris                    | 51 011       | 41,00        | 35 657       | 28,66        | 15 966            | 12,83             | 12 604          | 10,13           | 5 866            | 4,71             | 2 111        | 1,70         | 1 199               | 0,96                | 124 414   | 1 463          | 125 877   |
| Seine-Maritime           | 10 591       | 37,58        | 8 594        | 30,49        | 5 114             | 18,14             | 2 117           | 7,51            | 910              | 3,23             | 538          | 1,91         | 321                 | 1,14                | 28 185    | 402            | 28 587    |
| Seine-et-Marne           | 8 762        | 34,77        | 7 914        | 31,40        | 5 116             | 20,30             | 1 811           | 7,19            | 926              | 3,67             | 401          | 1,59         | 272                 | 1,08                | 25 202    | 284            | 25 486    |
| Yvelines                 | 15 070       | 38,06        | 12 245       | 30,93        | 6 358             | 16,06             | 3 013           | 7,61            | 1 758            | 4,44             | 806          | 2,04         | 341                 | 0,86                | 39 591    | 386            | 39 977    |
| Deux-Sèvres              | 3 415        | 38,18        | 2 894        | 32,36        | 1 523             | 17,03             | 574             | 6,42            | 303              | 3,39             | 155          | 1,73         | 80                  | 0,89                | 8 944     | 102            | 9 046     |
| Somme                    | 2 691        | 35,81        | 2 340        | 31,14        | 1 312             | 17,46             | 780             | 10,38           | 237              | 3,15             | 100          | 1,33         | 55                  | 0,73                | 7 515     | 293            | 7 808     |
| Tarn                     | 3 961        | 35,77        | 3 981        | 35,95        | 1 723             | 15,56             | 706             | 6,38            | 295              | 2,66             | 295          | 2,66         | 113                 | 1,02                | 11 074    | 127            | 11 201    |
| Tarn-et-Garonne          | 2 298        | 31,06        | 2 278        | 30,79        | 1 167             | 15,77             | 526             | 7,11            | 218              | 2,95             | 850          | 11,49        | 61                  | 0,82                | 7 398     | 109            | 7 507     |
| Var                      | 5 864        | 32,78        | 6 272        | 35,06        | 3 444             | 19,25             | 1 166           | 6,52            | 614              | 3,43             | 322          | 1,80         | 206                 | 1,15                | 17 888    | 171            | 18 059    |
| Vaucluse                 | 4 270        | 35,74        | 3 863        | 32,33        | 2 121             | 17,75             | 848             | 7,10            | 421              | 3,52             | 285          | 2,39         | 139                 | 1,16                | 11 947    | 173            | 12 120    |
| Vendée                   | 4 645        | 33,73        | 5 069        | 36,81        | 2 251             | 16,34             | 824             | 5,98            | 604              | 4,39             | 254          | 1,84         | 125                 | 0,91                | 13 772    | 158            | 13 930    |
| Vienne                   | 3 944        | 35,65        | 3 346        | 30,25        | 2 084             | 18,84             | 833             | 7,53            | 535              | 4,84             | 211          | 1,91         | 109                 | 0,99                | 11 062    | 172            | 11 234    |
| Haute-Vienne             | 3 620        | 32,55        | 4 275        | 38,43        | 2 031             | 18,26             | 589             | 5,30            | 315              | 2,83             | 187          | 1,68         | 106                 | 0,95                | 11 123    | 132            | 11 255    |
| Vosges                   | 1 757        | 33,86        | 1 762        | 33,96        | 999               | 19,25             | 311             | 5,99            | 172              | 3,31             | 127          | 2,45         | 61                  | 1,18                | 5 189     | 55             | 5 244     |
| Yonne                    | 2 127        | 33,41        | 1 922        | 30,19        | 1 455             | 22,85             | 430             | 6,75            | 220              | 3,46             | 118          | 1,85         | 95                  | 1,49                | 6 367     | 79             | 6 446     |
| Territoire de Belfort    | 853          | 34,97        | 800          | 32,80        | 503               | 20,62             | 123             | 5,04            | 79               | 3,24             | 64           | 2,62         | 17                  | 0,70                | 2 439     | 34             | 2 473     |
| Essonne                  | 12 591       | 33,63        | 13 264       | 35,43        | 6 800             | 18,16             | 2 400           | 6,41            | 1 377            | 3,68             | 624          | 1,67         | 380                 | 1,02                | 37 436    | 449            | 37 885    |
| Hauts-de-Seine           | 18 375       | 35,60        | 16 588       | 32,14        | 8 017             | 15,53             | 4 638           | 8,99            | 2 536            | 4,91             | 945          | 1,83         | 515                 | 1,00                | 51 614    | 546            | 52 160    |
| Seine-Saint-Denis        | 13 206       | 42,55        | 8 062        | 25,98        | 5 895             | 18,99             | 2 036           | 6,56            | 941              | 3,03             | 568          | 1,83         | 328                 | 1,06                | 31 036    | 474            | 31 510    |
| Val-de-Marne             | 13 962       | 35,64        | 12 480       | 31,86        | 6 957             | 17,76             | 3 071           | 7,84            | 1 568            | 4,00             | 737          | 1,88         | 399                 | 1,02                | 39 174    | 482            | 39 656    |
| Val-d'Oise               | 8 530        | 33,66        | 8 163        | 32,21        | 5 228             | 20,63             | 1 856           | 7,32            | 890              | 3,51             | 437          | 1,72         | 240                 | 0,95                | 25 344    | 291            | 25 635    |
| Guadeloupe               | 440          | 11,01        | 2 969        | 74,26        | 323               | 8,08              | 161             | 4,03            | 24               | 0,60             | 62           | 1,55         | 19                  | 0,48                | 3 998     | 158            | 4 156     |
| Martinique               | 343          | 13,86        | 1 659        | 67,03        | 267               | 10,79             | 113             | 4,57            | 26               | 1,05             | 46           | 1,86         | 21                  | 0,85                | 2 475     | 60             | 2 535     |
| Guyane                   | 76           | 24,36        | 168          | 53,85        | 34                | 10,90             | 13              | 4,17            | 9                | 2,88             | 11           | 3,53         | 1                   | 0,32                | 312       | 6              | 318       |
| La Réunion               | 1 629        | 13,89        | 3 967        | 33,83        | 4 768             | 40,66             | 608             | 5,18            | 188              | 1,60             | 357          | 3,04         | 210                 | 1,79                | 11 727    | 846            | 12 573    |
| Saint-Pierre-et-Miquelon | 26           | 9,63         | 82           | 30,37        | 8                 | 2,96              | 7               | 2,59            | 3                | 1,11             | 144          | 53,33        | -                   | 0,00                | 270       | 4              | 274       |
| Mayotte                  | 78           | 4,16         | 1 577        | 84,20        | 58                | 3,10              | 37              | 1,98            | 12               | 0,64             | 97           | 5,18         | 14                  | 0,75                | 1 873     | 23             | 1 896     |
| Polynésie française      | 61           | 26,75        | 90           | 39,47        | 25                | 10,96             | 25              | 10,96           | 13               | 5,70             | 10           | 4,39         | 4                   | 1,75                | 228       | 12             | 240       |
| Nouvelle-Calédonie       | 145          | 10,48        | 1 051        | 75,94        | 82                | 5,92              | 35              | 2,53            | 25               | 1,81             | 32           | 2,31         | 14                  | 1,01                | 1 384     | 37             | 1 421     |
| Français de l'étranger   | 4 092        | 35,67        | 3 229        | 28,15        | 1 384             | 12,07             | 1 283           | 11,18           | 831              | 7,24             | 454          | 3,96         | 198                 | 1,73                | 11 471    | 227            | 11 698    |
| Solférino                | 27           | 48,21        | 12           | 21,43        | 6                 | 10,71             | 9               | 16,07           | 2                | 3,57             | -            | 0,00         | -                   | 0,00                | 56        | -              | 56        |
| Total                    | 596 647      | 36,51        | 521 238      | 31,90        | 290 070           | 17,75             | 112 718         | 6,90            | 63 430           | 3,88             | 33 067       | 2,02         | 16 869              | 1,03                | 1 634 039 | 21 880         | 1 655 919 |

#### Second tour
| Département                 | Benoît Hamon | Benoît Hamon | Manuel Valls | Manuel Valls | Exprimés  | Blancs et nuls | Votants   |
| Département                 | Voix         | %            | Voix         | %            | Exprimés  | Blancs et nuls | Votants   |
| --------------------------- | ------------ | ------------ | ------------ | ------------ | --------- | -------------- | --------- |
| Ain                         | 8 400        | 59,82        | 5 642        | 40,18        | 14 042    | 218            | 14 260    |
| Aisne                       | 4 267        | 57,10        | 3 206        | 42,90        | 7 473     | 94             | 7 567     |
| Allier                      | 4 599        | 57,07        | 3 460        | 42,93        | 8 059     | 154            | 8 213     |
| Alpes-de-Haute-Provence     | 3 267        | 61,82        | 2 018        | 38,18        | 5 285     | 91             | 5 376     |
| Hautes-Alpes                | 3 058        | 63,58        | 1 752        | 36,42        | 4 810     | 74             | 4 884     |
| Alpes-Maritimes             | 11 916       | 54,02        | 10 142       | 45,98        | 22 058    | 251            | 22 309    |
| Ardèche                     | 6 681        | 60,10        | 4 435        | 39,90        | 11 116    | 158            | 11 274    |
| Ardennes                    | 2 949        | 59,05        | 2 045        | 40,95        | 4 994     | 73             | 5 067     |
| Ariège                      | 4 039        | 52,02        | 3 725        | 47,98        | 7 764     | 123            | 7 887     |
| Aube                        | 2 710        | 56,65        | 2 074        | 43,35        | 4 784     | 79             | 4 863     |
| Aude                        | 7 985        | 48,46        | 8 492        | 51,54        | 16 477    | 331            | 16 808    |
| Aveyron                     | 5 387        | 55,19        | 4 374        | 44,81        | 9 761     | 137            | 9 898     |
| Bouches-du-Rhône            | 29 921       | 57,91        | 21 744       | 42,09        | 51 665    | 844            | 52 509    |
| Calvados                    | 14 339       | 61,62        | 8 930        | 38,38        | 23 269    | 336            | 23 605    |
| Cantal                      | 2 037        | 50,76        | 1 976        | 49,24        | 4 013     | 82             | 4 095     |
| Charente                    | 5 258        | 57,25        | 3 927        | 42,75        | 9 185     | 162            | 9 347     |
| Charente-Maritime           | 12 094       | 58,75        | 8 490        | 41,25        | 20 584    | 267            | 20 851    |
| Cher                        | 4 211        | 59,54        | 2 862        | 40,46        | 7 073     | 91             | 7 164     |
| Corrèze                     | 4 431        | 53,06        | 3 920        | 46,94        | 8 351     | 206            | 8 557     |
| Corse-du-Sud                | 1 076        | 49,70        | 1 089        | 50,30        | 2 165     | 37             | 2 202     |
| Haute-Corse                 | 1 181        | 31,59        | 2 557        | 68,41        | 3 738     | 68             | 3 806     |
| Côte-d'Or                   | 9 874        | 59,04        | 6 849        | 40,96        | 16 723    | 287            | 17 010    |
| Côtes-d'Armor               | 16 712       | 59,66        | 11 300       | 40,34        | 28 012    | 343            | 28 355    |
| Creuse                      | 2 392        | 60,85        | 1 539        | 39,15        | 3 931     | 75             | 4 006     |
| Dordogne                    | 8 255        | 57,63        | 6 070        | 42,37        | 14 325    | 308            | 14 633    |
| Doubs                       | 8 012        | 57,14        | 6 009        | 42,86        | 14 021    | 228            | 14 249    |
| Drôme                       | 10 346       | 60,56        | 6 739        | 39,44        | 17 085    | 251            | 17 336    |
| Eure                        | 7 640        | 59,37        | 5 229        | 40,63        | 12 869    | 177            | 13 046    |
| Eure-et-Loir                | 5 488        | 56,24        | 4 271        | 43,76        | 9 759     | 168            | 9 927     |
| Finistère                   | 28 887       | 64,04        | 16 224       | 35,96        | 45 111    | 552            | 45 663    |
| Gard                        | 12 295       | 57,70        | 9 015        | 42,30        | 21 310    | 280            | 21 590    |
| Haute-Garonne               | 35 298       | 58,75        | 24 783       | 41,25        | 60 081    | 922            | 61 003    |
| Gers                        | 4 713        | 55,08        | 3 844        | 44,92        | 8 557     | 168            | 8 725     |
| Gironde                     | 35 223       | 59,35        | 24 121       | 40,65        | 59 344    | 1 048          | 60 392    |
| Hérault                     | 24 638       | 58,69        | 17 342       | 41,31        | 41 980    | 644            | 42 624    |
| Ille-et-Vilaine             | 29 336       | 63,00        | 17 232       | 37,00        | 46 568    | 595            | 47 163    |
| Indre                       | 2 983        | 57,11        | 2 240        | 42,89        | 5 223     | 90             | 5 313     |
| Indre-et-Loire              | 11 920       | 59,12        | 8 244        | 40,88        | 20 164    | 322            | 20 486    |
| Isère                       | 25 749       | 59,29        | 17 683       | 40,71        | 43 432    | 600            | 44 032    |
| Jura                        | 4 302        | 61,20        | 2 727        | 38,80        | 7 029     | 113            | 7 142     |
| Landes                      | 9 114        | 59,92        | 6 097        | 40,08        | 15 211    | 257            | 15 468    |
| Loir-et-Cher                | 4 858        | 57,59        | 3 578        | 42,41        | 8 436     | 128            | 8 564     |
| Loire                       | 11 089       | 60,81        | 7 146        | 39,19        | 18 235    | 266            | 18 501    |
| Haute-Loire                 | 3 491        | 59,72        | 2 355        | 40,28        | 5 846     | 81             | 5 927     |
| Loire-Atlantique            | 38 724       | 63,54        | 22 225       | 36,46        | 60 949    | 907            | 61 856    |
| Loiret                      | 10 135       | 56,50        | 7 804        | 43,50        | 17 939    | 287            | 18 226    |
| Lot                         | 4 413        | 55,61        | 3 522        | 44,39        | 7 935     | 136            | 8 071     |
| Lot-et-Garonne              | 5 336        | 56,40        | 4 125        | 43,60        | 9 461     | 162            | 9 623     |
| Lozère                      | 1 465        | 56,15        | 1 144        | 43,85        | 2 609     | 58             | 2 667     |
| Maine-et-Loire              | 13 453       | 58,53        | 9 530        | 41,47        | 22 983    | 546            | 23 529    |
| Manche                      | 9 206        | 60,29        | 6 064        | 39,71        | 15 270    | 162            | 15 432    |
| Marne                       | 5 754        | 57,24        | 4 299        | 42,76        | 10 053    | 117            | 10 170    |
| Haute-Marne                 | 1 631        | 56,38        | 1 262        | 43,62        | 2 893     | 42             | 2 935     |
| Mayenne                     | 4 022        | 55,71        | 3 198        | 44,29        | 7 220     | 124            | 7 344     |
| Meurthe-et-Moselle          | 11 235       | 59,14        | 7 762        | 40,86        | 18 997    | 235            | 19 232    |
| Meuse                       | 1 810        | 50,70        | 1 760        | 49,30        | 3 570     | 50             | 3 620     |
| Morbihan                    | 16 665       | 57,60        | 12 266       | 42,40        | 28 931    | 407            | 29 338    |
| Moselle                     | 10 607       | 57,87        | 7 722        | 42,13        | 18 329    | 224            | 18 553    |
| Nièvre                      | 3 921        | 58,49        | 2 783        | 41,51        | 6 704     | 151            | 6 855     |
| Nord                        | 33 794       | 64,24        | 18 811       | 35,76        | 52 605    | 738            | 53 343    |
| Oise                        | 8 440        | 59,69        | 5 700        | 40,31        | 14 140    | 182            | 14 322    |
| Orne                        | 3 980        | 56,68        | 3 042        | 43,32        | 7 022     | 125            | 7 147     |
| Pas-de-Calais               | 15 294       | 56,87        | 11 598       | 43,13        | 26 892    | 577            | 27 469    |
| Puy-de-Dôme                 | 12 344       | 58,41        | 8 790        | 41,59        | 21 134    | 312            | 21 446    |
| Pyrénées-Atlantiques        | 13 873       | 56,76        | 10 570       | 43,24        | 24 443    | 394            | 24 837    |
| Hautes-Pyrénées             | 4 622        | 51,30        | 4 387        | 48,70        | 9 009     | 152            | 9 161     |
| Pyrénées-Orientales         | 7 556        | 49,69        | 7 649        | 50,31        | 15 205    | 232            | 15 437    |
| Bas-Rhin                    | 12 528       | 58,99        | 8 710        | 41,01        | 21 238    | 220            | 21 458    |
| Haut-Rhin                   | 6 174        | 56,47        | 4 759        | 43,53        | 10 933    | 128            | 11 061    |
| Rhône                       | 35 063       | 61,86        | 21 617       | 38,14        | 56 680    | 703            | 57 383    |
| Haute-Saône                 | 2 818        | 51,35        | 2 670        | 48,65        | 5 488     | 97             | 5 585     |
| Saône-et-Loire              | 12 302       | 68,65        | 5 619        | 31,35        | 17 921    | 433            | 18 354    |
| Sarthe                      | 8 327        | 55,57        | 6 658        | 44,43        | 14 985    | 257            | 15 242    |
| Savoie                      | 7 675        | 59,25        | 5 278        | 40,75        | 12 953    | 222            | 13 175    |
| Haute-Savoie                | 10 102       | 59,63        | 6 838        | 40,37        | 16 940    | 185            | 17 125    |
| Paris                       | 89 983       | 60,28        | 59 289       | 39,72        | 149 272   | 2 312          | 151 584   |
| Seine-Maritime              | 20 734       | 60,55        | 13 507       | 39,45        | 34 241    | 612            | 34 853    |
| Seine-et-Marne              | 19 069       | 59,38        | 13 046       | 40,62        | 32 115    | 905            | 33 020    |
| Yvelines                    | 28 824       | 58,58        | 20 378       | 41,42        | 49 202    | 591            | 49 793    |
| Deux-Sèvres                 | 6 390        | 59,20        | 4 404        | 40,80        | 10 794    | 123            | 10 917    |
| Somme                       | 5 322        | 59,07        | 3 687        | 40,93        | 9 009     | 139            | 9 148     |
| Tarn                        | 7 476        | 54,69        | 6 193        | 45,31        | 13 669    | 192            | 13 861    |
| Tarn-et-Garonne             | 4 545        | 53,30        | 3 982        | 46,70        | 8 527     | 169            | 8 696     |
| Var                         | 12 091       | 54,39        | 10 140       | 45,61        | 22 231    | 256            | 22 487    |
| Vaucluse                    | 8 760        | 59,35        | 5 999        | 40,65        | 14 759    | 271            | 15 030    |
| Vendée                      | 9 014        | 53,43        | 7 858        | 46,57        | 16 872    | 209            | 17 081    |
| Vienne                      | 8 113        | 59,96        | 5 418        | 40,04        | 13 531    | 248            | 13 779    |
| Haute-Vienne                | 7 072        | 53,42        | 6 167        | 46,58        | 13 239    | 239            | 13 478    |
| Vosges                      | 3 807        | 57,03        | 2 868        | 42,97        | 6 675     | 83             | 6 758     |
| Yonne                       | 4 650        | 59,21        | 3 204        | 40,79        | 7 854     | 118            | 7 972     |
| Territoire de Belfort       | 1 891        | 55,70        | 1 504        | 44,30        | 3 395     | 50             | 3 445     |
| Essonne                     | 25 378       | 54,98        | 20 777       | 45,02        | 46 155    | 616            | 46 771    |
| Hauts-de-Seine              | 35 289       | 55,67        | 28 097       | 44,33        | 63 386    | 853            | 64 239    |
| Seine-Saint-Denis           | 29 115       | 68,83        | 13 186       | 31,17        | 42 301    | 670            | 42 971    |
| Val-de-Marne                | 28 399       | 56,85        | 21 551       | 43,15        | 49 950    | 629            | 50 579    |
| Val-d'Oise                  | 19 941       | 59,53        | 13 554       | 40,47        | 33 495    | 442            | 33 937    |
| Guadeloupe                  | 1 378        | 24,80        | 4 179        | 75,20        | 5 557     | 86             | 5 643     |
| Martinique                  | 1 031        | 31,29        | 2 264        | 68,71        | 3 295     | 51             | 3 346     |
| Guyane                      | 273          | 43,40        | 356          | 56,60        | 629       | 3              | 632       |
| La Réunion                  | 9 679        | 63,22        | 5 632        | 36,78        | 15 311    | 917            | 16 228    |
| Saint-Pierre-et-Miquelon    | 60           | 24,59        | 184          | 75,41        | 244       | 6              | 250       |
| Mayotte                     | 328          | 13,13        | 2 170        | 86,87        | 2 498     | 31             | 2 529     |
| Polynésie française         | 130          | 53,28        | 114          | 46,72        | 244       | 11             | 255       |
| Nouvelle-Calédonie          | 357          | 15,20        | 1 991        | 84,80        | 2 348     | 17             | 2 365     |
| Français de l'étranger      | 7 036        | 61,03        | 4 492        | 38,97        | 11 528    | 405            | 11 933    |
| Solférino [réf. nécessaire] | 47           | 69,12        | 21           | 30,88        | 68        | 2              | 70        |
| Total                       | 1 181 872    | 58,69        | 831 871      | 41,31        | 2 013 743 | 31 600         | 2 045 343 |

### Participation
| Départements                     | 1er tour  | 2d tour   | Différence participation | Taux de variation |
| -------------------------------- | --------- | --------- | ------------------------ | ----------------- |
| Ain                              | 11 716    | 14 260    | 2 544                    | 21,71%            |
| Aisne                            | 6 035     | 7 567     | 1 532                    | 25,39%            |
| Allier                           | 6 840     | 8 213     | 1 373                    | 20,07%            |
| Alpes-de-Haute-Provence          | 4 396     | 5 376     | 980                      | 22,29%            |
| Hautes-Alpes                     | 3 981     | 4 884     | 903                      | 22,68%            |
| Alpes-Maritimes                  | 16 792    | 22 309    | 5 517                    | 32,85%            |
| Ardèche                          | 9 020     | 11 274    | 2 254                    | 24,99%            |
| Ardennes                         | 4 124     | 5 067     | 943                      | 22,87%            |
| Ariège                           | 6 060     | 7 887     | 1 827                    | 30,15%            |
| Aube                             | 3 864     | 4 863     | 999                      | 25,85%            |
| Aude                             | 13 613    | 16 808    | 3 195                    | 23,47%            |
| Aveyron                          | 7 875     | 9 898     | 2 023                    | 25,69%            |
| Bouches-du-Rhône                 | 41 458    | 52 509    | 11 051                   | 26,66%            |
| Calvados                         | 19 430    | 23 605    | 4 175                    | 21,49%            |
| Cantal                           | 3 326     | 4 095     | 769                      | 23,12%            |
| Charente                         | 7 656     | 9 347     | 1 691                    | 22,09%            |
| Charente-Maritime                | 17 171    | 20 851    | 3 680                    | 21,43%            |
| Cher                             | 5 814     | 7 164     | 1 350                    | 23,22%            |
| Corrèze                          | 7 110     | 8 557     | 1 447                    | 20,35%            |
| Corse-du-Sud                     | 1 723     | 2 202     | 479                      | 27,80%            |
| Haute-Corse                      | 2 690     | 3 806     | 1 116                    | 41,49%            |
| Côte-d'Or                        | 14 576    | 17 010    | 2 434                    | 16,70%            |
| Côtes-d'Armor                    | 22 773    | 28 355    | 5 582                    | 24,51%            |
| Creuse                           | 3 388     | 4 006     | 618                      | 18,24%            |
| Dordogne                         | 12 257    | 14 633    | 2 376                    | 19,38%            |
| Doubs                            | 11 093    | 14 249    | 3 156                    | 28,45%            |
| Drôme                            | 13 744    | 17 336    | 3 592                    | 26,14%            |
| Eure                             | 10 564    | 13 046    | 2 482                    | 23,49%            |
| Eure-et-Loir                     | 8 035     | 9 927     | 1 892                    | 23,55%            |
| Finistère                        | 36 545    | 45 663    | 9 118                    | 24,95%            |
| Gard                             | 17 717    | 21 590    | 3 873                    | 21,86%            |
| Haute-Garonne                    | 51 233    | 61 003    | 9 770                    | 19,07%            |
| Gers                             | 7 231     | 8 725     | 1 494                    | 20,66%            |
| Gironde                          | 50 630    | 60 392    | 9 762                    | 19,28%            |
| Hérault                          | 34 504    | 42 624    | 8 120                    | 23,53%            |
| Ille-et-Vilaine                  | 38 131    | 47 163    | 9 032                    | 23,69%            |
| Indre                            | 4 471     | 5 313     | 842                      | 18,83%            |
| Indre-et-Loire                   | 16 959    | 20 486    | 3 527                    | 20,80%            |
| Isère                            | 35 201    | 44 032    | 8 831                    | 25,09%            |
| Jura                             | 6 043     | 7 142     | 1 099                    | 18,19%            |
| Landes                           | 13 036    | 15 468    | 2 432                    | 18,66%            |
| Loir-et-Cher                     | 7 237     | 8 564     | 1 327                    | 18,34%            |
| Loire                            | 14 697    | 18 501    | 3 804                    | 25,88%            |
| Haute-Loire                      | 4 774     | 5 927     | 1 153                    | 24,15%            |
| Loire-Atlantique                 | 50 951    | 61 856    | 10 905                   | 21,40%            |
| Loiret                           | 14 840    | 18 226    | 3 386                    | 22,82%            |
| Lot                              | 5 707     | 8 071     | 2 364                    | 41,42%            |
| Lot-et-Garonne                   | 7 938     | 9 623     | 1 685                    | 21,23%            |
| Lozère                           | 2 153     | 2 667     | 514                      | 23,87%            |
| Maine-et-Loire                   | 19 043    | 23 529    | 4 486                    | 23,56%            |
| Manche                           | 13 094    | 15 432    | 2 338                    | 17,86%            |
| Marne                            | 8 151     | 10 170    | 2 019                    | 24,77%            |
| Haute-Marne                      | 2 390     | 2 935     | 545                      | 22,80%            |
| Mayenne                          | 5 936     | 7 344     | 1 408                    | 23,72%            |
| Meurthe-et-Moselle               | 15 590    | 19 232    | 3 642                    | 23,36%            |
| Meuse                            | 2 995     | 3 620     | 625                      | 20,87%            |
| Morbihan                         | 23 546    | 29 338    | 5 792                    | 24,60%            |
| Moselle                          | 14 921    | 18 553    | 3 632                    | 24,34%            |
| Nièvre                           | 5 983     | 6 855     | 872                      | 14,57%            |
| Nord                             | 40 039    | 53 343    | 13 304                   | 33,23%            |
| Oise                             | 11 262    | 14 322    | 3 060                    | 27,17%            |
| Orne                             | 5 807     | 7 147     | 1 340                    | 23,08%            |
| Pas-de-Calais                    | 22 627    | 27 469    | 4 842                    | 21,40%            |
| Puy-de-Dôme                      | 19 270    | 21 446    | 2 176                    | 11,29%            |
| Pyrénées-Atlantiques             | 20 276    | 24 837    | 4 561                    | 22,49%            |
| Hautes-Pyrénées                  | 7 339     | 9 161     | 1 822                    | 24,83%            |
| Pyrénées-Orientales              | 11 813    | 15 437    | 3 624                    | 30,68%            |
| Bas-Rhin                         | 16 235    | 21 458    | 5 223                    | 32,17%            |
| Haut-Rhin                        | 8 371     | 11 061    | 2 690                    | 32,13%            |
| Rhône                            | 46 723    | 57 383    | 10 660                   | 22,82%            |
| Haute-Saône                      | 4 459     | 5 585     | 1 126                    | 25,25%            |
| Saône-et-Loire                   | 18 356    | 18 354    | −2                       | −0,01%            |
| Sarthe                           | 12 273    | 15 242    | 2 969                    | 24,19%            |
| Savoie                           | 10 430    | 13 175    | 2 745                    | 26,32%            |
| Haute-Savoie                     | 13 605    | 17 125    | 3 520                    | 25,87%            |
| Paris                            | 125 877   | 151 584   | 25 707                   | 20,42%            |
| Seine-Maritime                   | 28 587    | 34 853    | 6 266                    | 21,92%            |
| Seine-et-Marne                   | 25 486    | 33 020    | 7 534                    | 29,56%            |
| Yvelines                         | 39 977    | 49 793    | 9 816                    | 24,55%            |
| Deux-Sèvres                      | 9 046     | 10 917    | 1 871                    | 20,68%            |
| Somme                            | 7 808     | 9 148     | 1 340                    | 17,16%            |
| Tarn                             | 11 201    | 13 861    | 2 660                    | 23,75%            |
| Tarn-et-Garonne                  | 7 507     | 8 696     | 1 189                    | 15,84%            |
| Var                              | 18 059    | 22 487    | 4 428                    | 24,52%            |
| Vaucluse                         | 12 120    | 15 030    | 2 910                    | 24,01%            |
| Vendée                           | 13 930    | 17 081    | 3 151                    | 22,62%            |
| Vienne                           | 11 234    | 13 779    | 2 545                    | 22,65%            |
| Haute-Vienne                     | 11 255    | 13 478    | 2 223                    | 19,75%            |
| Vosges                           | 5 244     | 6 758     | 1 514                    | 28,87%            |
| Yonne                            | 6 446     | 7 972     | 1 526                    | 23,67%            |
| Territoire de Belfort            | 2 473     | 3 445     | 972                      | 39,30%            |
| Essonne                          | 37 885    | 46 771    | 8 886                    | 23,46%            |
| Hauts-de-Seine                   | 52 160    | 64 239    | 12 079                   | 23,16%            |
| Seine-Saint-Denis                | 31 510    | 42 971    | 11 461                   | 36,37%            |
| Val-de-Marne                     | 39 656    | 50 579    | 10 923                   | 27,54%            |
| Val d'Oise                       | 25 635    | 33 937    | 8 302                    | 32,39%            |
| Guadeloupe                       | 4 156     | 5 643     | 1 487                    | 35,78%            |
| Martinique                       | 2 535     | 3 346     | 811                      | 31,99%            |
| Guyane                           | 318       | 632       | 314                      | 98,74%            |
| La Réunion                       | 12 573    | 16 228    | 3 655                    | 29,07%            |
| Saint-Pierre-et-Miquelon         | 274       | 250       | −24                      | −8,76%            |
| Mayotte                          | 1 896     | 2 529     | 633                      | 33,39%            |
| Polynésie française              | 240       | 255       | 15                       | 6,25%             |
| Nouvelle-Calédonie               | 1 421     | 2 365     | 944                      | 66,43%            |
| Français de l'étranger           | 11 698    | 11 933    | 235                      | 2,01%             |
| Solférino [précision nécessaire] | 56        | 70        | 14                       | 25,00%            |
| Total                            | 1 655 919 | 2 045 343 | 389 424                  | 23,52%            |

Légende :
- Les plus hauts chiffres de participation
- Les plus bas chiffres de participation

### Soupçons autour des résultats du premier tour
Le jour du scrutin, des journalistes du Monde et de BuzzFeed rapportent avoir pu voter plusieurs fois dans des bureaux différents sans présenter un justificatif d'inscription.
Le lendemain, le 23 janvier, le quotidien Le Monde s'étonne des chiffres communiqués par le siège du PS et évoque un possible ajout de 352 013 voix qui aurait relevé la participation de 28 % alors que le secrétaire national chargé du scrutin, Christophe Borgel, évoque « un bug, rien de plus »,. Il est ainsi constaté,, que bien que le nombre de votants total ait augmenté de 352 013, les pourcentages de chaque candidat n'ont pas changé. Les médias constatent que le nombre de voix de Sylvia Pinel a été augmenté après coup de 160 votants car la somme des voix obtenues par chaque candidat n'était plus égale au nombre total de votants affiché. De plus, le nombre total de votants affiché dans un premier temps le lundi 23 janvier (1 601 139) est remplacé par la suite par un chiffre d'une valeur inférieure (1 597 720) correspondant officiellement à 94,45 % des bureaux de vote.
Christophe Borgel, président du comité d'organisation de la primaire, reconnait auprès du quotidien Libération que des résultats publiés durant la matinée sont faux : « effectivement, on a appliqué au nouveau total de votants les pourcentages de la veille » sous l'énorme « pression autour du niveau de participation »,.
Le président de la Haute Autorité des primaires citoyennes — chargée de l'organisation de la primaire —, le juriste Thomas Clay, réfute toute tromperie et déclare que « tout est venu d’une erreur d’affichage non pas d’un chiffre de participation mais de l’horaire auquel ce chiffre a été donné. Il n’y a évidemment aucune manœuvre ni bidouillage et la haute autorité s’en porte absolument garante ». Il explique également le nombre final de bureaux de vote est de 7 208 au lieu de 7 530 initialement prévus, en raison de la fusion de bureaux proches.
Des journalistes ont affirmé avoir également pu voter plusieurs fois au second tour.

### Déclarations des candidats éliminés
Après avoir obtenu 17,19 % des suffrages exprimés lors de la primaire de 2011, Arnaud Montebourg obtient cette fois un résultat de 17,75 % des voix, et une troisième place à bonne distance des deux candidats capables d'accéder au second tour, Benoît Hamon et Manuel Valls. Dès 21 h, il appelle à voter pour Benoît Hamon.
Quatrième avec 6,90 % des suffrages, Vincent Peillon salue son ancien allié du NPS « J’ai une pensée amicale et toute particulière à Arnaud Montebourg, dont j’ai toujours considéré que l’engagement politique et le courage étaient notables ». Déplorant une participation « moyenne », il appelle à une mobilisation forte au second tour sans donner de consigne de vote. Principal soutien de Peillon, la maire de Paris Anne Hidalgo reste également neutre et tweet : « sachons tous nous rassembler autour du candidat qui sera désigné. »

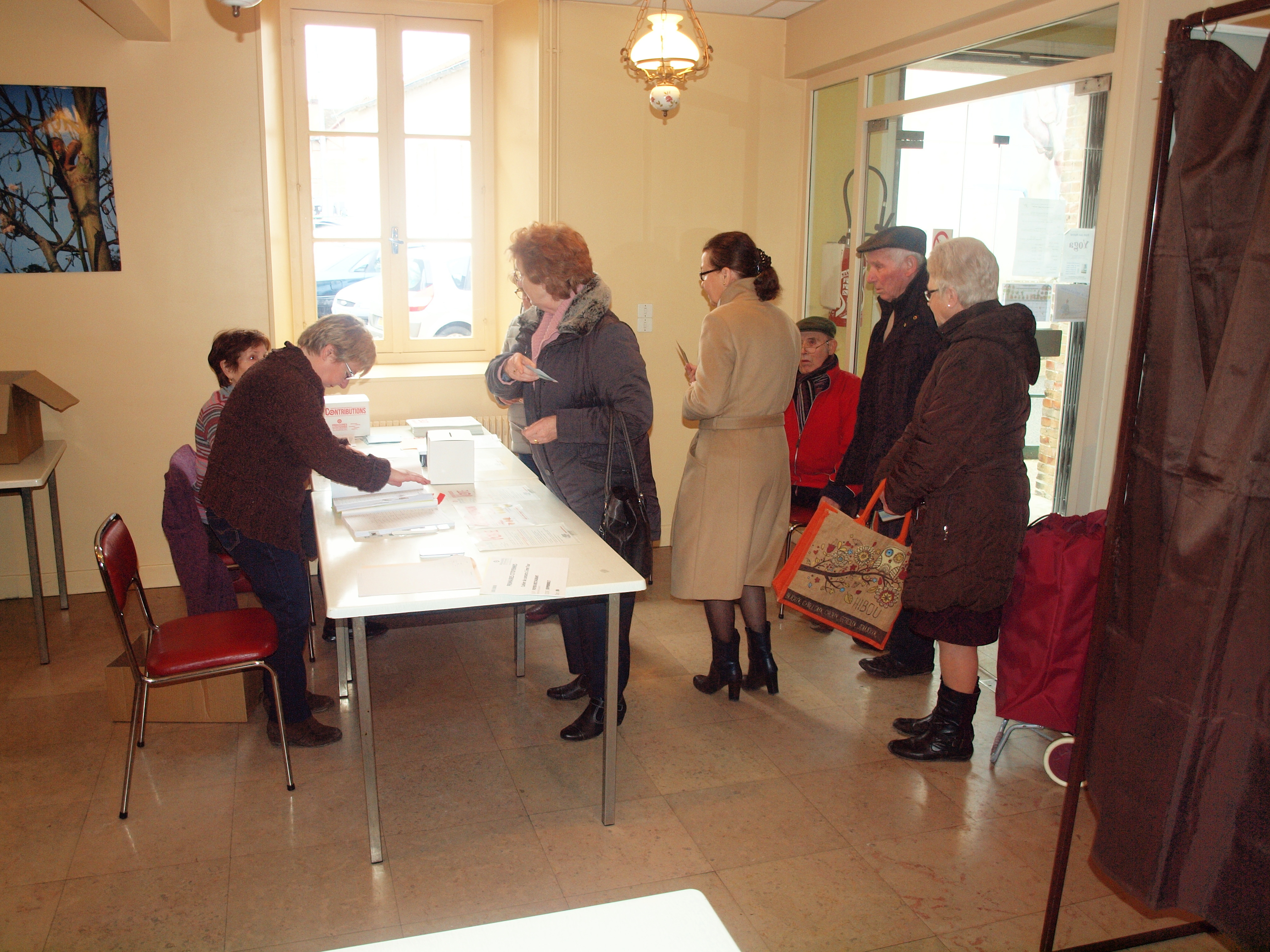
Bureau de vote de la primaire citoyenne de 2017, dans l'Yonne.

Cinquième, François de Rugy déclare : « je proposerai à Benoît Hamon et Manuel Valls, que je félicite pour leur qualification pour le second tour, de les rencontrer dès demain ». Le mardi, il indique qu'il ne votera pas pour Benoît Hamon mais précise qu'il n'apporte pas pour autant son soutien à Manuel Valls, ne donnant donc aucune consigne de vote.
Sylvia Pinel annonce son soutien à Manuel Valls dès dimanche soir.
Jean-Luc Bennahmias annonce quant à lui qu'il donnera une consigne de vote mercredi, après avoir consulté ses sympathisants. Il annonce ensuite qu'il ne donne pas de consigne de vote et qu'il soutiendra le vainqueur, mais il déclare son intention personnelle : « il est logique qu'après avoir défendu les gouvernements, je vote dimanche pour Manuel Valls ».

### Analyses des résultats et de la portée de la primaire
Marc Lazar, spécialiste des gauches européennes et de la politique italienne, relève que « les primaires qui ont été organisées jusqu'à présent, essentiellement en France et en Italie, ont concerné des partis d'opposition qui avaient de fortes chances de conquérir ensuite le pouvoir. Cette primaire-là est la première tenue par un parti au pouvoir qui, en outre, semble en mauvaise position pour l'élection présidentielle ».
Selon un sondage OpinionWay réalisé le jour du vote auprès de 1 943 votants, 54 % des personnes n'ayant pas voté au premier tour et ayant voté au second ont choisi Benoît Hamon contre 40 % Manuel Valls. La vainqueur a bénéficié d'un report de 72 % des soutiens d'Arnaud Montebourg et Valls de 60 % des soutiens de François de Rugy. Benoît Hamon a pu compter sur le vote des 18-34 ans à 69 % contre 31 % pour son concurrent. Toutes les catégories d'âges lui sont favorables sauf les 65 ans et plus. 69 % du vote ouvrier et 62 % de celui des employés sont allés à Benoît Hamon, choisi également par 51 % des soutiens de François Hollande en 2012.

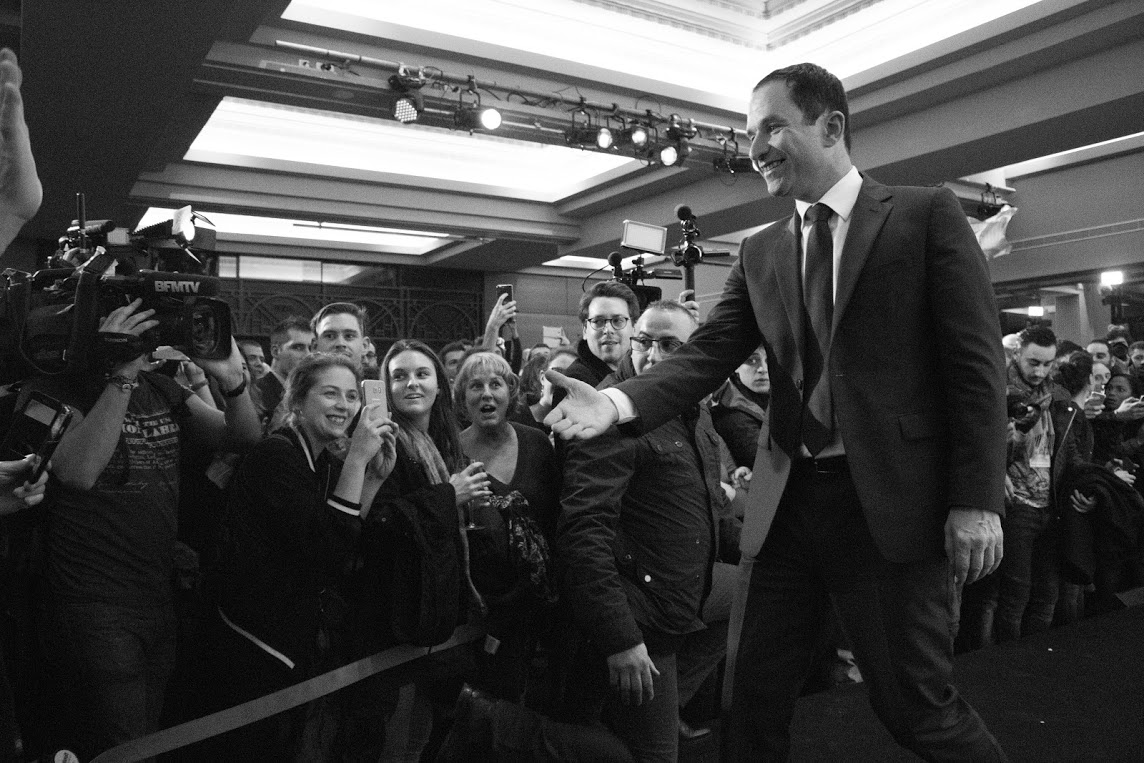
Hamon lors du discours le soir du second tour de la primaire à la Maison de la Mutualité.

L'analyse des résultats officiels montre que Benoît Hamon arrive en tête dans toutes les régions métropolitaines, avec un pic à 61,62 % des voix en Bretagne, sauf la Corse (36,23 %). Il réalise ses meilleurs scores dans les zones les plus urbanisées : en Seine-Saint-Denis et dans les grandes villes, comme Paris, Lille, Marseille, Rennes ou Nantes, alors que Manuel Valls ne tire son épingle du jeu que dans les régions ultramarines et de forte influence radicale avec notamment 72,57 % des voix dans la 1re circonscription de la Haute-Corse. Hors outre-mer, il n’est en tête que dans 24 circonscriptions, dont la 14e (69,24 %) et la 4e de Paris (63,16 %), ainsi que la 11e, pourtant détenue par un proche de Hamon, Pascal Cherki. Valls obtient, lui, des scores importants dans les territoires aisés ancrés à droite (en tête dans trois circonscriptions des Hauts-de-Seine) et dans une partie du Sud-Ouest, l’Aude et les Pyrénées-Orientales, dotée d’une forte tradition radicale. Enfin, globalement, tout un quart nord-est de la France, entre Amiens et Mulhouse, a peu participé à la primaire, montrant un déficit de mobilisation dans ces régions. Benoît Hamon semble avoir bénéficié du soutien de certains électeurs proches des idées écologistes et du Front de gauche, et Manuel Valls n'a pas réussi à mobiliser ceux déjà tentés par Emmanuel Macron. Ainsi, il obtient un score supérieur à sa moyenne nationale dans le Rhône (marqué par la défection des proches du maire de Lyon, Gérard Collomb), tout comme il l'emporte dans la circonscription de Jean-Louis Gagnaire, soutien de Valls et qui a annoncé vouloir rejoindre Macron. Hamon obtient ainsi des scores supérieurs à 70 % dans 13 circonscriptions, dont 4 en Seine-Saint-Denis.
Le meilleur score national pour Hamon est atteint dans la 7e (Montreuil), à l’est du département, où il obtient 77,19 % des voix, mais aussi à Trappes, avec 74,76 % dans la circonscription où il est élu. Terre d'élection d'Arnaud Montebourg, la Saône-et-Loire fait partie des 19 départements dans lesquels Hamon surpasse sa moyenne nationale, avec près de 67 % des voix, et même plus de 70 % dans la 4e circonscription détenue par Cécile Untermaier. Inversement, les consignes de vote des grands élus socialistes en faveur de Manuel Valls ont été peu suivies (Le Drian en Bretagne, 71,48 % pour Hamon dans la circonscription du ministre de l’Intérieur Bruno Le Roux), alors qu'en 2011, l'effet prescripteur des élus était plus important. Le chercheur Rémi Lefebvre explique qu'« en 2011, les différences entre François Hollande et Martine Aubry étaient beaucoup plus faibles qu'entre Benoît Hamon et Manuel Valls. On peut faire l'hypothèse qu'avec une offre idéologique plus polarisée, la parole des élus est moins prescriptive. La nationalisation du score de Hamon montre aussi qu'il y a eu un fort impact de la médiatisation. ». Ancien président du MJS, Antoine Détourné nuance cette assertion en donnant l'exemple de l'influence marquée de maires du bassin minier du Pas-de-Calais (défaite de Hamon à Barlin, Harnes et Liévin, mais victoire à Bruay-la-Buissière et Courrières, à chaque fois en corrélation avec le choix du maire). Six des dix départements où Valls l'emporte sont outre-mer, Hamon l'emportant seulement en Polynésie française et à La Réunion, une île qui a développé une pratique du dialogue interreligieux et une notion du vivre-ensemble originale et en résonance avec la campagne du député des Yvelines. Valls réalise un exceptionnel score de 87 % à Mayotte, 85 % en Nouvelle-Calédonie, 75 % en Guadeloupe et près de 69 % en Martinique, ainsi que 75 % à Saint-Pierre-et-Miquelon, sous l'influence du PRG, où Sylvia Pinel était arrivée largement en tête au premier tour.

### Position des candidats et des partis après le second tour
Le 22 février 2017, François de Rugy annonce, malgré son engagement de soutenir le vainqueur de la primaire, qu'il soutient Emmanuel Macron. Sans apporter un soutien explicite à ce dernier, Manuel Valls fait savoir le 14 mars qu'il ne parrainera pas la candidature de Benoît Hamon puis il publie une violente tribune contre Benoît Hamon : la Haute autorité des primaires dénonce un « manquement à la parole donnée » qui « contrevient gravement au principe de loyauté et à l’esprit même des primaires ». Le 29 mars, il annonce officiellement son soutien à Emmanuel Macron, provoquant un tollé parmi les soutiens de Benoît Hamon.
En revanche, conformément à l'engagement pris lors de la primaire, le Parti radical de gauche (PRG) soutient Benoît Hamon. Dans son programme, le candidat reprend des propositions sur une nouvelle gouvernance économique de la zone euro, la volonté d’avancer rapidement pour une harmonisation européenne de l’impôt des sociétés ou sur une aide spécifique pour encourager les TPE à remplir leurs objectifs sociaux et environnementaux. Un accord est également signé avec les Socialistes pour les prochaines élections législatives.